# Список серій аніме «That Time I Got Reincarnated as a Slime»
«That Time I Got Reincarnated as a Slime» — аніме-телесеріал, заснований на однойменній серії ранобе, написаній Фусе та проілюстрованій Мітцем Вахом. Серіал розповідає про чоловіка, який помирає та перевтілюється в іншому світі у слиз на ім'я Рімуру. Аніме створено студією Eight Bit під керівництвом Ясухіто Кікучі, з Ацуші Накаямою як помічником режисера, Кадзуюкі Фудеясу, що відповідав за композицію серіалу, Рьома Ебата, який розробив дизайн персонажів, та Такахіро Кішіда, який створює дизайн монстрів. Elements Garden написав музику для серіалу. 24-серійний серіал транслювався з 2 жовтня 2018 року по 19 березня 2019 року на Tokyo MX та інших мережах. Аніме-серіал одночасно транслювався Crunchyroll, а Funimation транслював англійський дубляж під час виходу серій. Серія OVA спочатку планувалась до випуску 29 березня 2019 року в комплекті з 11-м томом манґи, але був відкладений до 4 грудня 2019 року, коли вийшов у комплекті з 13-м томом манги. Друга серія OVA вийшла 9 липня 2019 року в комплекті з 12-м томом манґи. Було анонсовано ще три оригінальні анімаційні, третя OVA вийшла 27 березня 2020 року в комплекті з 14-м томом манґи. Четверта OVA вийшла у комплекті з 15-м томом манґи, який вийшов 9 липня 2020 року. П'ята OVA вийшла у комплекті з 16-м томом манґи, який вийшов 11 листопада 2020 року.
Під час анонсу було оголошено, що другий сезон буде розділений на дві частини і прем'єра першої частини планувалася на жовтень 2020 року, але була відкладена до січня 2021 року через COVID-19. Друга частина також була відкладена з квітня до липня 2021 року. Перша частина транслювалася з 12 січня по 30 березня 2021 року, а друга частина — з 6 липня по 21 вересня 2021 року. Eight Bit повернулася до створення анімації серіалу, а члени знімальної групи та акторський склад повторили свої ролі.
Спіноф аніме-серіалу, заснований на манзі «Щоденники слизу: Про моє перевтілення у слиз», планувався до прем'єри в січні 2021 року, але був відкладений до квітня 2021 року через COVID-19. Серіал транслювався з 6 квітня по 22 червня 2021 року. Eight Bit також створила анімацію серіалу, Юджі Ікухара режисував серіал, Котацумікан писав сценарії, Ріса Такаї та Ацуші Іріє були дизайнерами персонажів, а R.O.N. писав музику.
Трисерійний оригінальний інтернет-анімаційний (ONA) серіал під назвою «Видіння Колеуса» був анонсований 19 лютого 2023 року і показаний 1 листопада 2023 року. Знімальна група з другого сезону повторила свої ролі, а Тошізо Немото відповідав за композицію серіалу. Початкову тему «Hikaru Hanatsu» виконує Такума Терашіма, а кінцеву тему — Міхо Окасакі.
Третій сезон був анонсований у листопаді 2022 року і показаний 5 квітня 2024 року в програмному блоці «П'ятнична аніме-ніч» на Nippon TV та його філіях, а також на BS11. Знімальна група з другого сезону та ONA-серіалу «Видіння Колеуса» продовжили працю над серіалом.
Після виходу в ефір останнього епізоду третього сезону було анонсовано четвертий сезон, а також другий фільм.

## Огляд серій
| Сезон | Епізоди | Епізоди | Оригінальний показ | Оригінальний показ |
| Сезон | Епізоди | Епізоди | Перший показ       | Останній показ     |
| ----- | ------- | ------- | ------------------ | ------------------ |
| 1     | 24      | 24      | 2 жовтня 2018      | 19 березня 2019    |
| 2     | 24      | 12      | 12 січня 2021      | 30 березня 2021    |
| 2     | 24      | 12      | 6 липня 2021       | 21 вересня 2021    |
| 3     | 24      | 24      | 5 квітня 2024      | 27 вересня 2024    |

## Списки серій

### 1 сезон
| № серії (загалом) | № серії (в сезоні) | Назва серії                                                                                         | Режисер(и)        | Режисер(и) анімації             | Оригінальна дата показу |
| --- | ------------------ | --------------------------------------------------------------------------------------------------- | ----------------- | ------------------------------- | ----------------------- |
| 1 | 1                  | «Штормовий Дракон, Вельдора» Транслітерація: «Boufuu Ryuu Verudora» (яп. 暴風竜ヴェルドラ)          | Ацуші Накаяма     | Ясухіто Кікучі                  | 2 жовтня 2018           |
| Одного дня офісний працівник Сатору Мікамі гине від ножового поранення, але перед цим просить свого друга знищити вміст його комп'ютера. Він прокидається в печері в незнайомому фентезійному світі та виявляє, що переродився слизом, володіючи різними навичками, що сформувалися з його останніх думок перед смертю, а також включаючи ШІ-помічника під назвою Великий Мудрець, що перебуває в його розумі. Досліджуючи печеру та набуваючи нових навичок за допомогою Великого Мудреця, слиз зустрічає та заприятелює з давнім драконом на ім'я Вельдора, який був запечатаний у печері століття тому. Тим часом друг Сатору виконує свою обіцянку, знищуючи комп'ютер Сатору. |                    | |                   |                                 |                         |
| 2 | 2                  | «Зустріч із гоблінами» Транслітерація: «Goburin-tachi to no Deai» (яп. ゴブリンたちとの出会い)      | Шінтаро Інокава   | Масаші Кодзіма                  | 9 жовтня 2018           |
| Слизу, якому дають нове ім'я Рімуру Темпест, допомагає Вельдорі (якому у відповідь також дають прізвище Темпест) знайти спосіб розірвати його печатку, використовуючи свою навичку Хижака, щоб проковтнути його всередину свого тіла та проаналізувати з обох боків; зникнення Вельдори викликає заворушення у зовнішньому світі. Після отримання більшої кількості навичок, поглинаючи інших істот, Рімуру знаходить вихід з печери після того, як троє людей-авантюристів, яких послали на пошуки Вельдори, відкривають вхід. Потім Рімуру зустрічає групу гоблінів, які просять його допомоги у захисті від зграї Люто-Вовків. |                    | |                   |                                 |                         |
| 3 | 3                  | «Битва в Гоблінському Селі» Транслітерація: «Goburin Mura de no Tatakai» (яп. ゴブリン村での戦い)   | Шін Тосака        | Такаомі Канасакі                | 16 жовтня 2018          |
| Працюючи разом із гоблінами, Рімуру б'ється проти Люто-Вовків і вбиває їхнього лідера, змушуючи їх здатися. Переконавши гоблінів і Люто-Вовків жити разом у гармонії, Рімуру дає їм усім імена, але потім втрачає свідомість на три дні через виснаження своєї магії. Коли він прокидається, то виявляє, що імена, які він дав гоблінам і Люто-Вовкам, призвели до їхньої еволюції у гоблінів-огрів та Зіркових Вовків Темпеста. Син загиблого лідера Люто-Вовків присягає йому на вірність. Усвідомлюючи, що гобліни не мають навичок для будівництва будинків та виготовлення одягу, Рімуру та невелика група вирушають до міста Дваргон, щоб попросити допомоги у гномів-ремісників. |                    | |                   |                                 |                         |
| 4 | 4                  | «У Королівстві Гномів» Транслітерація: «Dowāfu no Ōkoku Nite» (яп. ドワーフの王国にて)              | Токугане Танізава | Тайдзо Йошіда                   | 23 жовтня 2018          |
| Прибувши до Дваргона з гобліном Ґобтою, Рімуру вплутується в бійку з бандитами і потрапляє до в'язниці. Зрештою Рімуру звільняють після того, як він надає охоронцям зілля і його знайомлять з ковалем Кайджином. Використовуючи магсталеву руду, яку він зібрав у печерах, Рімуру допомагає Кайджину виконати замовлення на довгі мечі в обмін на його допомогу в наданні ремісників для гоблінського села. Коли Рімуру та гноми святкують в ельфійському барі, до них підходить якась постать. |                    | |                   |                                 |                         |
| 5 | 5                  | «Король-Герой, Ґазел Дварґо» Транслітерація: «Eiyū-ō Gazeru・Dowarugo» (яп. 英雄王ガゼル・ドワルゴ) | Йошіхіро Морі     | Дзюнічі Такаока                 | 30 жовтня 2018          |
| Ельф-віщунка вирішує передбачити суджену Рімуру, показуючи йому видіння дівчини, яка розлучається зі своєю родиною. Коли Веста, міністр, який замовив мечі, прибуває та ображає Рімуру через свою відразу до монстрів, коваль Кайджин у гніві б'є його, внаслідок чого його самого, Рімуру та інших гномів заарештовують і віддають під суд. Під час суду король-герой Ґазел Дварґо, який має історію з Кайджином, виганяє його та його людей, які приєднуються до Рімуру як його команда ремісників. Після того, як він також виганяє Весту за його нечесні дії, Ґазел, помітивши зв'язки Рімуру з Вельдорою, відправляє ніндзя слідкувати за ним. |                    | |                   |                                 |                         |
| 6 | 6                  | «Шізу» (яп. シズ)                                                                                   | Ясухіро Іто       | Масаші Кодзіма                  | 6 листопада 2018        |
| Коли Ерен, Каваль і Ґідо, група авантюристів, яку Рімуру бачив раніше, виявляють зникнення Вельдори з печери, гільдмайстер наказує їм дослідити ліс; дівчина в масці на ім'я Шізу просить приєднатися до них. Коли вони потрапляють у біду їх рятує Рімуру, який впізнає Шізу з видіння ельфа. Коли Шізу розповідає, що її було прикликано в цей світ з Японії під час війни, Рімуру ділиться деякими своїми спогадами про сучасну, мирну Японію. Однак Рімуру не знає, що прикликач Шізу, король демонів Леон Кромвель, зробив її сосудом для вогняного духа Іфріта. |                    | |                   |                                 |                         |
| 7 | 7                  | «Завойовниця Полум'я» Транслітерація: «Bakuen no Shihai-sha» (яп. 爆炎の支配者)                     | Ацуші Накаяма     | Масаші Кодзіма                  | 13 листопада 2018       |
| Шізу згадує муки, які вона відчула, коли Іфріт всередині неї вбив її друга, вважаючи його ворогом. Щойно Шізу готується піти з авантюристами Іфріт знову бере її під контроль і обрушує своє полум'я на село. Оскільки його водні атаки виявляються неефективними, Рімуру копіює крижане магічне заклинання Ерен, щоб розправитися з поплічниками Іфріта. Виявивши, що він імунний до вогняних атак, Рімуру використовує свою здатність Хижака, щоб проковтнути Іфріта, відокремлюючи його від Шізу в процесі та ув'язнюючи його у своєму шлунку разом із Вельдорою. |                    | |                   |                                 |                         |
| 8 | 8                  | «Успадкована Воля» Транслітерація: «Uketsugareru Omoi» (яп. 受け継がれる想い)                       | Такумі Дояма      | Кацумі Терахігаші               | 20 листопада 2018       |
| Шізу розповідає Рімуру про когось, відомого як Герой, який прийняв її та показав їй правильний шлях, перш ніж таємничо зникнути одного дня. Відчуваючи, що її життя добігає кінця, Шізу, не бажаючи, щоб її тіло залишалося в цьому світі, просить Рімуру з'їсти її, даючи йому здатність приймати людську форму, яка нагадує молодшу версію Шізу. Потім він повідомляє іншим про смерть Шізу. Троє прощаються з Шізу через людську форму Рімуру та отримують від нього нову зброю перед тим, як піти. Оскільки Рімуру вирішує розшукати інформацію про Леона, щоб передати йому останні слова Шізу, чоловік у масці на ім'я Ґельмуд вербує орка, якого він називає Ґельд, з наміром спричинити велике лихо орків у лісі. |                    | |                   |                                 |                         |
| 9 | 9                  | «Атака Огрів» Транслітерація: «Dai Kizoku no Shūgeki» (яп. 大鬼族の襲撃)                            | Шін Тосака        | Кацумі Терахігаші               | 27 листопада 2018       |
| Оскільки Рімуру ознайомлюється з формою та здібностями, які він успадкував від Шізу та Іфріта, він виявляє, що є безстатевим. Гобліни зазнають нападу групи огрів, які стверджують, що Рімуру маніпулював орками, щоб ті атакували їхнє село. Після демонстрації сили Рімуру вдається переконати огрів, за деякої допомоги принцеси огрів, що він не їхній ворог і запрошує їх до гоблінського села, щоб обговорити ситуацію. |                    | |                   |                                 |                         |
| 10 | 10                 | «Володар Орків» Транслітерація: «Ōku Rōdo» (яп. オークロード)                                       | Токугане Танізава | Хідетоші Намура                 | 4 грудня 2018           |
| Дізнавшись, що орками, які напали на село огрів, керував маджин у масці, яким виявляється Ґельмуд, Рімуру пропонує ограм приєднатися до нього як його підлеглих. Погодившись на тимчасовий союз до перемоги над орками, Рімуру дає ограм імена Бенімару, Шуна, Шіон, Хакуро, Соей та Куробе, еволюціонуючи їх у кінджинів. Тим часом вождь людей-ящірок, відчуваючи, що Володар Орків контролює тисячі орків, які прямують до них, посилає свого сина, Ґабіру, попросити допомоги у гоблінів. |                    | |                   |                                 |                         |
| 11 | 11                 | «Ґабіру вже тут!» Транслітерація: «Gabiru Sanjō!» (яп. ガビル参上！)                                | Йошіфумі Сасахара | Тайдзо Йошіда                   | 11 грудня 2018          |
| Минуло кілька днів відтоді, як Бенімару та інші кінджини приєдналися до Рімуру. Ґабіру прибуває до села Рімуру, намагаючись змусити всіх служити під його керівництвом у боротьбі з орками. Ґобту відправляють на дуель проти Ґабіру і той швидко перемагає його, використовуючи набуті навички, змушуючи людей-ящірок відступити. Пізніше до Рімуру підходить дріада на ім'я Трейні і просить його перемогти Володаря Орків. |                    | |                   |                                 |                         |
| 12 | 12                 | «Механізми Виходять з-під Контролю» Транслітерація: «Kuruiyuku Haguruma» (яп. 狂いゆく歯車)         | Йошіхіро Морі     | Муненорі Нава                   | 18 грудня 2018          |
| Трейні пояснює, що Володар Орків використав на орках унікальну навичку «Голодуючий», яка змушує їх постійно жадати їжі, ставати несамовитими і навіть їсти своїх, щоб отримати більше сили. Прийнявши прохання Трейні, Рімуру посилає Соея до людей-ящірок для переговорів про союз. У той час як вождь закликає своїх воїнів не вступати в бій з орками до прибуття групи Рімуру, Ґабіру, під впливом слів посланця Ґельмуда Лапласа, узурпує владу вождя і веде людей-ящірок у пряму атаку на орків, не підозрюючи про справжню силу Володаря Орків. |                    | |                   |                                 |                         |
| 13 | 13                 | «Велика Битва» Транслітерація: «Dai Gekitotsu» (яп. 大激突)                                         | Ацуші Накаяма     | Сіндзі Ітадакі                  | 25 грудня 2018          |
| Група Рімуру зустрічає сестру Ґабіру, яка повідомляє їм про державний переворот Ґабіру та просить врятувати вождя і людо-ящурів. Тим часом Ґабіру та його загін опиняються в пастці після того, як орки з'їдають одного з солдатів і отримують їхні сили. Поки Трейні виявляє Ґельмуда та Лапласа і змушує їх покинути ліс за допомогою світлого духа, Ґабіру бореться проти Генерала Орків, але його рятує прибуття групи Рімуру. Загін перемагає генерала та більшу частину армії орків, а Соей рятує вождя, після чого Рімуру йде протистояти Ґельду, Володарю Орків. |                    | |                   |                                 |                         |
| 14 | 14                 | «Той, Хто Поглинає Все» Транслітерація: «Subete o Kurau Mono» (яп. 全てを喰らう者)                  | Ясухіро Іто       | Масаші Кодзіма                  | 8 січня 2019            |
| Несподівано з'являється Ґельмуд, розкриваючи, що він створив Володаря Орків, аби перетворити його на нового Володаря Демонів. Після невдалої спроби перемогти Рімуру, Ґельмуда вбиває та поглинає Ґельд, який еволюціонує в Володаря Демонів, Лихо Орків, що виявляється занадто сильним для кінджинів. Усвідомлюючи силу Ґельда, Рімуру наказує Великому Мудрецю взяти під контроль його тіло, щоб битися з ним, але після того, як Ґельд розвиває вогнестійкість, Рімуру відновлює контроль і вступає в битву з Ґельдом, щоб побачити, хто кого поглине першим. Дізнавшись, що Ґельд шукав спосіб покінчити з голодом, який вразив його народ, перш ніж ним маніпулював Ґельмуд, Рімуру поглинає його гріхи разом з його тілом. Після цього, коли орки звільняються від ефекту Голодуючого, кінджини вирішують продовжувати служити під керівництвом Рімуру. |                    | |                   |                                 |                         |
| 15 | 15                 | «Союз Лісу Джура» Транслітерація: «Jura no Mori Dai Dōmei» (яп. ジュラの森大同盟)                   | Акіра Ямада       | Кацумі Терахігаші               | 15 січня 2019           |
| Рімуру утворює Союз Лісу Джура, щоб дозволити людям-ящіркам, гоблінам та оркам жити разом у гармонії, ненавмисно стаючи канцлером цього союзу. Рімуру дарує ім'я Ґельд синові Володаря Орків, еволюціонуючи його в Короля Орків, а інших орків — у Вищих Орків. Потім він дає вождю людо-ящурів ім'я Абіру. Пізніше Ґабіру виганяють з племені людо-ящурів за його вчинки і він вирушає в подорож. Лаплас повідомляє своєму босу Клейману, головному організатору армії орків, про поразку Володаря Орків, що викликає у Клеймана цікавість до Рімуру. Через три місяці Король Гномів Ґазел дізнається про дії Рімуру та поразку Володаря Орків. Він та його армія вирушають до Гоблінського Села, щоб викликати Рімуру на дуель і визначити його справжню природу. Після того, як Рімуру вдається відбити всі його удари і дізнавшись, що у них один і той же майстер меча (Хакуро), Ґазел визнає, що він не злий і пропонує договір між їхніми групами. Утворюється Федерація Джура Темпест, яку визнають офіційною державою. |                    | |                   |                                 |                         |
| 16 | 16                 | «Напад Володаря Демонів Мілім» Транслітерація: «Maō Mirimu Raishū» (яп. 魔王ミリム来襲)             | Муненорі Нава     | Ясухіто Кікучі і Масаші Кодзіма | 22 січня 2019           |
| Через два дні після укладення союзу з Рімуру, Ґазел знову приїжджає, привозячи Весту, який вибачається перед Рімуру та Кайджином за неприємності, які він спричинив у минулому і починає працювати на них як дослідник. Ґабіру та його сестра, разом із кількома іншими людо-ящурами, також стають слугами Рімуру, еволюціонуючи в драконів після того, як Рімуру дає їм імена; це призводить до того, що у них виростають крила, а самки набувають більш людиноподібної зовнішності. Дещо пізніше чотири Володарі Демонів: Мілім Нава, Клейман, Фрей та Керріон, дізнаються про Рімуру та поразку Володаря Орків. Мілім зацікавлюється Лісом Джура і вирушає туди, щоб побачити Рімуру. Побоюючись за безпеку свого господаря, Ранґа та кінджини з'являються, щоб захистити Рімуру, але мало що можуть протиставити її величезній силі. Зрештою, Рімуру заспокоює Мілім, давши їй трохи меду до рота і вони стають друзями, а Мілім вирішує жити в селі разом з ним. Незважаючи на полегшення від того, що вона більше не нападатиме на них, рада Рімуру стурбована Мілім та новою дружбою Рімуру, оскільки інші Володарі Демонів можуть розцінити це як загрозу їхньому власному балансу сил. |                    | |                   |                                 |                         |
| 17 | 17                 | «Збори» Транслітерація: «Tsudōsha-tachi» (яп. 集う者達)                                             | Шін Тосака        | Масаші Кодзіма                  | 29 січня 2019           |
| Веста досягає успіху в розробці повноцінного зілля, рівного зіллям Рімуру, що спонукає Рімуру спробувати домовитися про розробку дешевих зілля в місті. Саме тоді Фобіо, доглядач звірів Володаря Демонів Керріона, прибуває до Темпеста з наміром захопити його, але Мілім швидко розправляється з ним, перш ніж Рімуру мирно залагоджує справу, пропонуючи Мілім нову зброю в обмін на інформацію. Пізніше Прикордонний Розвідувальний Корпус на чолі з чоловіком на ім'я Юум, який приєднався до групи Ерен, прибуває до Темпеста, де Рімуру просить їх взяти на себе відповідальність за перемогу над Володарем Орків. Тим часом Клейман зацікавлюється могутнім звіром, відомим як Харибда і посилає Тір, арлекіна, одного зі своїх союзників, для розслідування. |                    | |                   |                                 |                         |
| 18 | 18                 | «Зло Крадеться Ближче» Транслітерація: «Shinobiyoru Akui» (яп. 忍び寄る悪意)                        | Йошіхіро Морі     | Масаші Кодзіма і Ясухіто Кікучі | 5 лютого 2019           |
| Поки Фобіо кипить від люті через своє приниження від рук Мілім, Тір і Футмен, двоє арлекінів Клеймана, підходять до нього і переконують стати Володарем Демонів, щоб помститися Мілім. Все, що він повинен зробити, це дозволити Харибді заволодіти його тілом і зберегти контроль. Фобіо знімає печатку з Харибди. Тір розкриває, що отримала наказ оживити Харибду і направити її до Мілім. Сестра Трейні, Трая, попереджає Рімуру про відродження. Народжена з хмари магічних частинок Вельдори, Харибда є бездумним володарем небес, зосередженим лише на руйнуванні. Вона викликала тринадцять мегалодонів з Духовного Світу, щоб допомогти у її шаленстві і прямує до Джури. Рімуру та Імперія Дваргон готуються до битви. |                    | |                   |                                 |                         |
| 19 | 19                 | «Харибда» Транслітерація: «Karyubudisu» (яп. 暴風大妖渦)                                            | Ацуші Накаяма     | Ясухіто Кікучі і Рісако Йошіда  | 12 лютого 2019          |
| За підтримки 100 лицарів-пегасів з Дваргона, сили Рімуру знищують мегалодонів і намагаються знищити Харибду повномасштабною атакою, але зазнають невдачі. Потім Рімуру сам б'ється з Харибдою, лише щоб виявити, що вона володіє Фобіо і її справжня ціль — Мілім, яку раніше не допустили до битви. На прохання Рімуру, Мілім перемагає Харибду, зберігаючи життя Фобіо. Після битви Фобіо вибачається за всі неприємності, які він спричинив, а його господар, Володар Демонів Керріон, укладає з Темпестом пакт про ненапад. Рімуру та інші нарешті дізнаються, що всі проблеми, з якими вони нещодавно зіткнулися, були спричинені бандою арлекінів Клеймана: Поміркованим Альянсом Арлекінів. |                    | |                   |                                 |                         |
| 20 | 20                 | «Юкі Каґуразака» (яп. ユウキ・カグラザカ)                                                           | Токугане Танізава | Масаші Кодзіма                  | 19 лютого 2019          |
| Місто святкує перемогу, ласуючи філе мегалодона. Пізніше Мілім покидає святкування. Тієї ночі Рімуру сниться жаль Шізу про те, що вона не змогла допомогти своїм учням; п'ятьом дітям, приведеним у цей світ. Рімуру вирушає до Королівства Інґрассія з Ранґою, щоб побачити їх. Там він зустрічає Юкі Каґуразаку, гросмейстера, відповідального за дітей, який сам є підлітком. Юкі домовляється про те, щоб Рімуру навчав учнів Шізу, але попереджає його, що хоча вони обоє є істотами з іншого світу, які потрапили сюди, діти є Викликами, призначеними бути зброєю для Викликача. Вони мають стільки енергії у своїх молодих тілах, що це вб'є їх протягом п'яти років. Рімуру клянеться виконати бажання Шізу та знайти спосіб їх врятувати. Рімуру зазначає, що минуло два роки з того часу, як він переродився в цьому світі; таким чином, прибуття Мілім відбулося щонайменше через рік після інциденту з Володарем Орків. |                    | |                   |                                 |                         |
| 21 | 21                 | «Учні Шізу-сан» Транслітерація: «Shizu-san no Oshiego-tachi» (яп. シズさんの教え子達)               | Орі Ясукава       | Кацумі Терахігаші               | 26 лютого 2019          |
| Учні Шізу не виявляють до Рімуру особливої поваги, тому він вирішує показати їм різницю в їхніх навичках у серії дуелей. Кенія використовує вогняну магію, Хлоя — водну, Ґейл стріляє магічними кулями, Рьота використовує підсилення тіла, а Аліса використовує лялькарство, щоб контролювати іграшки для нападу на нього. Вони програють і приймають його як свого сенсея. Рімуру відвідує Трейні, вважаючи, що діти виживуть, якщо в них оселяться вищі духи, оскільки Шізу була прикликана дитиною, але дожила до дорослого віку, можливо, завдяки Іфріту. Трейні направляє його до Обителі Духів, але оскільки Королева Духів, якій колись служили дріади, мертва, вони втратили зв'язок з нею і більше не знають входу. Під час пікніка з учнями вони бачать Небесного Дракона, що прямує до столиці і Рімуру втручається та з'їдає його за допомогою Обжерливості. Мьольмір, торговець, чий зовнішній вигляд Рімуру зберіг, запрошує їх на вечерю. Мьольмір знає, хто такий Рімуру і Рімуру запрошує його приїхати до Темпеста, щоб допомогти їм продавати свої товари. Той погоджується. Помічниця Мьольміра просить Королеву Духів захистити дітей після вечері. Вона розповідає зацікавленому Рімуру, що походить із села поблизу Обителі Духів. Він, Ранґа та діти вирушають до цього місця. |                    | |                   |                                 |                         |
| 22 | 22                 | «Завоювання Лабіринту» Транслітерація: «Meikyū kōryaku» (яп. 迷宮攻略)                              | Шіге Фукасе       | Сіндзі Ітадакі                  | 5 березня 2019          |
| Рімуру, Ранґа та учні входять до Обителі Духів і дух у вступному лабіринті бореться з ними за допомогою гігантського металевого голема, щоб перевірити їх, хоча Рімуру швидко його спалює. Дух лабіринту представляється як Раміріс, одна з десяти Володарів Демонів, хоча вона така маленька, що ніхто їй не вірить. Вона пояснює, що Леон, який викликав Шізу, колись був Героєм, перш ніж впав у немилість і став Володарем Демонів. Так само, вона колись була Королевою Духів, перш ніж померти та повернутися як Володар Демонів. В обмін на створення для неї нового голема, Раміріс погоджується допомогти Рімуру у викликанні вищих духів. |                    | |                   |                                 |                         |
| 23 | 23                 | «Врятовані Душі» Транслітерація: «Sukuwareru tamashii» (яп. 救われる魂)                             | Шін Тосака        | Масаші Кодзіма                  | 12 березня 2019         |
| Безліч нижчих духів відповідають на молитви Ґейла, Аліси та Рьоти, тож Рімуру поглинає їх і перетворює на трьох нових вищих духів, які успішно оселяються в трьох дітях. Кенія викликає та в нього вселяється вищий дух світла. З'являється невідома духівна істота, на присутність якої реагує Вельдора. Попри спробу Раміріс зупинити це, оскільки вона відчуває небезпеку істота все ж таки опановує Хлою. Незважаючи на це, небезпечна енергія в п'яти дітей вщухла, тож вони не помруть через кілька років. Рімуру робить нового голема для Раміріс і вони повертаються до Інґрассії. Юкі вважає малоймовірним, що нації, які покинули дітей, спробують повернути їх, тож вони повинні мати змогу жити нормальним життям. Рімуру не розповідає Юкі, як він їх врятував. Рімуру розмірковує про останні два роки й заявляє, що всі їхні проблеми вирішено. Він дає Хлої маску Шізу, що пригнічує магічні частинки, але не впевнений чому, просто відчуваючи, що так буде краще. Невідомо Рімуру, якась тіньова жінка шпигує за ним. |                    | |                   |                                 |                         |
| 24 | 24                 | «Чорний та Маска» Транслітерація: «Gaiden: Kuro to Kamen» (яп. 外伝：黒と仮面)                      | Муненорі Нава     | Сіндзі Ітадакі                  | 19 березня 2019         |
| Вмираюча жінка викликає демона, щоб той помстився за неї та її партнера і демон погоджується на її прохання, вирішивши, що це буде цікавою розвагою. Спогад Шізу: Шізу викликають до Королівства Фільтвуд разом з іншими авантюристами, щоб зупинити демона, який намагається забрати свої останки під замком і воскресити їх. Почувши, що «Срібні Крила», пара відомих авантюристів, були вбиті безіменним демоном, деякі намагаються відступити. Міністр відмовляється їх відпустити, розкриваючи, що деякі з них одержимі демонами, що викликає параною серед групи. Один з натовпу, той самий демон, починає сміятися, стверджуючи, що лицарі викликали нижчих демонів, але не пояснює цього. Найнятий вбити демона, він розкриває, що має намір вбити всіх інших присутніх авантюристів, щоб знайти винних. Шізу відмовляється це допустити і б'ється з істотою, яка називає себе «Куро». Один з його ударів відбивається маскою Шізу і відриває йому руку. Він вирішує відступити, кажучи, що бій був кумедним, тому що Шізу змогла його поранити. Після цього Шізу згадує, як Леон розповідав їй, що наймогутнішими демонами були прабатьки, відомі за кольорами, такими як Руж (червоний) і Нуар (чорний). Один з лицарів викликає її до короля і веде до замку. З'ясовується, що король і міністр були маріонетками того самого демона, якого її найняли зупинити і який прийняв образ Ортоса, героя, який раніше переміг його, таким чином отримавши «ім'я» Ортос і ставши архдемоном. Вони мають намір принести в жертву авантюристів і Шізу, яка все ще виснажена після бою, щоб відновити свою повну силу. Ортос здатний перемогти її, але вчасно з'являється Куро і вбиває короля та міністра. Він розкриває, що був викликаний вмираючими «Срібними Крилами», щоб помститися за них і виконав свою обіцянку. Він докоряє Ортосу за надмірну самовпевненість, незважаючи на залежність від Ружа і знищує його душу. Офіційно, король і міністр були вбиті Куро, якого потім перемогла Шізу. Поки вони дотримуватимуться своєї історії, Куро каже, що не має причин нападати на Шізу перед тим, як піти. У сцені після титрів Куро спостерігає за Рімуру через магічне дзеркало і заявляє, що наступного разу Рімуру приведе його «до істини цього світу». |                    | |                   |                                 |                         |
| 24.5 | 24.5               | «Оповіді: Щоденник Вельдори» Транслітерація: «Kanwa: Verudora Nikki» (яп. 閑話：ヴェルドラ日記)     | Ацуші Накаяма     | Буде оголошено                  | 26 березня 2019         |
| Іфріт, який опинився в пастці всередині Рімуру завдяки навичці останнього Хижак, переказує події сезону під час розмови з Вельдорою, поки вони грають у шьоґі. |                    | |                   |                                 |                         |

### 2 сезон
| Частина 1 |      | |                                             |                                |                 |
| 24.9 | 0    | «Відступ: Хіната Сакаґучі» Транслітерація: «Kanwa: Hinata・Sakaguchi» (яп. 閑話：ヒナタ・サカグチ)                             | Ацуші Накаяма і Томотака Кавабе             | Ацуші Накаяма                  | 5 січня 2021    |
| Головна лицарка Імператорської Гвардії Святої Імперії Любеліус та капітан Хрестоносців Західної Святої Церкви, Хіната Сакаґучі, отримує листа від східного торговця. У ньому вона читає про королівство монстрів — Федерацію Джура Темпест — та її шокуючі факти. Як колишня учениця Шізу, що ж може Хіната думати про Рімуру? Тут ми озирнемося на історію Рімуру, входячи в нову бурхливу главу. |      | |                                             |                                |                 |
| 25 | 1    | «Зайняте Життя Рімуру» Транслітерація: «Rimuru no Isogashii Hibi» (яп. リムルの忙しい日々)                                     | Муненорі Нава                               | Ацуші Накаяма і Рьома Ебата    | 12 січня 2021   |
| Рімуру доручає навчання дітей Тісс і повертається до Темпеста. Після ознайомлення з подіями, що відбулися за його відсутності, Рімуру розпочинає переговори щодо встановлення дипломатичних відносин з Королівством Євразія, очолюваним Керріоном, зустрівшись із Трьома Звіроловами, що призводить до бою між Шіон та одним із них. |      | |                                             |                                |                 |
| 26 | 2    | «Торгівля зі Звіриним Королівством» Транслітерація: «Jū Ōkoku to no Kōeki» (яп. 獣王国との交易)                                | Дайсуке Егучі                               | Тайдзо Йошіда                  | 19 січня 2021   |
| Після того, як Рімуру зупиняє неконтрольовану атаку Шіон, переговори між Темпестом та Євразією завершуються успіхом і обидві країни починають обмінюватися технологіями та встановлювати торгові шляхи. Дещо пізніше Рімуру відвідує Клас S, а потім навідується до Ґазела в Дваргоні, не підозрюючи, що Клейман готує проти нього та його держави чергову змову і посилає свою шпигунку, рабиню зі штучним серцем, що зв'язує її волю з волею Клеймана, щоб виконати це завдання. |      | |                                             |                                |                 |
| 27 | 3    | «Знову Рай» Транслітерація: «Rakuen, Futatabi» (яп. 楽園、再び)                                                                | Сьо Кітамура                                | Сатоші Шімізу                  | 26 січня 2021   |
| Після того, як Рімуру розповідає Ґазелу про свої останні досягнення, вони офіційно оформлюють союз між Темпестом та Дваргоном. Пізніше Рімуру та його друзі залишають своїх супутниць, щоб зайти в місце, яке вони відвідували під час свого останнього перебування в королівстві, лише для того, щоб знову вплутатися в неприємності. |      | |                                             |                                |                 |
| 28 | 4    | «Інтригуюче Королівство Фальмут» Транслітерація: «Bōryaku no Farumusu Ōkoku» (яп. 謀略のファルムス王国)                        | Акіра Като                                  | Масаші Кодзіма                 | 2 лютого 2021   |
| Рімуру проводить свої останні уроки для дітей Класу S і просить Тісс надалі займатися їхнім навчанням, а Юум повертається до Темпеста разом зі своєю новою супутницею, чарівницею Мюрран, не підозрюючи, що вона є шпигункою Клеймана, який послав її до Темпеста як частину свого плану з руйнування держави монстрів. Рімуру також відвідує Гарда. Тим часом у Королівстві Фальмут король та його підлеглі розглядають піднесення Темпеста як загрозу своїй владі та готуються до вторгнення, використовуючи трьох істот з іншого світу, яких вони поневолили як зброю. |      | |                                             |                                |                 |
| 29 | 5    | «Прелюдія до Катастрофи» Транслітерація: «Saiyaku no Zensōkyoku» (яп. 厄災の前奏曲)                                            | Шунджі Йошіда                               | Тайдзо Йошіда                  | 9 лютого 2021   |
| Поки Рімуру перебуває за межами країни, серед новин про те, що Мілім збирається напасти на Євразію, Клейман змушує Мюрран викликати бар'єр, який нівелює всю магічну силу в Темпесті, а Королівство Фальмут створює інший бар'єр, який затримує всіх мешканців всередині, щоб запобігти їхній втечі. |      | |                                             |                                |                 |
| 30 | 6    | «Красуня Робить Свій Хід» Транслітерація: «Ugokidasu Reijin» (яп. 動き出す麗人)                                                | Шунсуке Ісікава                             | Сатоші Шімізу і Масаші Кодзіма | 16 лютого 2021  |
| На зворотному шляху додому Рімуру потрапляє в засідку Хінати Сакаґучі, паладина, яка отримала наказ вбити його і яка також є тією загадковою жінкою з минулого; вона також вірить, що він убив її наставницю Шізу. Рімуру намагається порозумітися з нею, але вона відмовляється слухати будь-що, що він хоче сказати і твердо налаштована вбити його. Хіната виявляється сильним противником, оскільки вона встановила навколо них антимагічний бар'єр, а також має здатність красти навички своїх супротивників. Тим часом у Темпесті війська Фальмута вторгаються в країну і громадяни відчайдушно борються за своє життя. |      | |                                             |                                |                 |
| 31 | 7    | «Повернення» Транслітерація: «Zetsubō» (яп. 絶望)                                                                              | Муненорі Нава, Дайші Като і Такахіро Танака | Сатоші Шімізу                  | 23 лютого 2021  |
| Рімуру виживає у битві з Хінатою, обдуривши її, щоб вона перемогла двійника і таким чином він зміг втекти непоміченим, змусивши її повірити, що вона його вбила. Він повертається до Темпеста і бачить, що місто було атаковано і багато його підданих загинули, включно з Шіон. Йому вдається прорватися крізь бар'єри, що оточують місто. Готуючись до нової атаки Фальмута, Рімуру скликає свою раду і його інформують про ситуацію. |      | |                                             |                                |                 |
| 32 | 8    | «Надія» Транслітерація: «Kibō» (яп. 希望)                                                                                      | Кадзуто Фудзівара                           | Сіндзі Ітадакі                 | 2 березня 2021  |
| Зрозумівши ситуацію, Рімуру дізнається, що існує спосіб воскресити Шіон та всіх інших монстрів, які загинули під час вторгнення, від групи Кабала. Він також дізнається про мотиви Мюрран працювати шпигункою Клеймана, готуючись до повномасштабного вторгнення з Королівства Фальмут. Перед цим він встановлює третій бар'єр під бар'єрами Мюрран та Фальмута, щоб душі вбитих монстрів не могли покинути це місце і звільняє Мюрран від контролю Клеймана, замінивши її штучне серце на нове, обдуривши Клеймана, змусивши повірити, що вона померла. Юум надзвичайно вдячний за це, оскільки має почуття до Мюрран, яка, у свою чергу, вирішує допомогти Рімуру. Юуму також Рімуру доручає стати новим королем Фальмута після того, як він переможе армію. |      | |                                             |                                |                 |
| 33 | 9    | «Ставлячи Все на Кін» Транслітерація: «Subete o Kakete» (яп. 全てを賭けて)                                                     | Шіґеру Фукасе                               | Сіндзі Ітадакі                 | 9 березня 2021  |
| Рімуру розкриває своє минуле як людини іншим і разом вони починають розробляти план боротьби з ворожими силами, одночасно готуючи ритуал для воскресіння своїх загиблих товаришів. Рімуру також будує плани стати Володарем Демонів. |      | |                                             |                                |                 |
| 34 | 10   | «Меґіддо» Транслітерація: «Megido» (яп. 神之怒)                                                                                | Дайсуке Егучі                               | Сатоші Шімізу                  | 16 березня 2021 |
| Рімуру розпочинає контрнаступ на війська Фальмута, що вторглися, відправляючи своїх підданих розвіяти бар'єр, що оточує місто. При цьому вони також беруть реванш у трьох істот з іншого світу та солдатів, які атакували місто. Армія Темпеста виявляється значно сильнішою за армію Фальмута, що призводить до руйнування їхнього бар'єру та вбивства двох істот з іншого світу, тоді як Мюрран та Шуна встановлюють ще один бар'єр навколо Темпеста поверх того, що Мюрран встановила раніше. Останню істоту з іншого світу рятує Разен, маджин, який працює на Фальмут і шокований, дізнавшись, що Рімуру все ще живий, оскільки весь Фальмут вважав, що його вбила Хіната. Після втечі Разен вбиває та захоплює тіло істоти з іншого світу, а Рімуру відправляє своїх підлеглих назад до Темпеста, щоб розпочати наступний етап своєї атаки. |      | |                                             |                                |                 |
| 35 | 11   | «Народження Володаря Демонів» Транслітерація: «Maō Tanjō» (яп. 魔王誕生)                                                       | Сьо Кітамура                                | Сатоші Шімізу                  | 23 березня 2021 |
| Рімуру знищує всю армію Фальмута новоотриманою навичкою, за винятком короля та його підданого Рейхіма, щоб поглинути їхні душі та завершити свою еволюцію у Володаря Демонів. Після конфронтації з королем Рімуру починає втрачати сили і Ранґа відносить його назад до Темпеста разом із захопленими королем та Рейхімом. Його дії викликають Первісного Демона, якого раніше зустрічали Шізу та Тісс і який потім стає його підлеглим. Після еволюції та отримання нових здібностей, пожертвувавши однією зі своїх попередніх здібностей, Рімуру використовує свої новознайдені сили, щоб воскресити Шіон та решту своїх загиблих товаришів, у процесі чого зникають бар'єри. Тим часом Первісного відправляють захопити Разена, який також пережив атаку Рімуру. Разен чинить опір, але не може перемогти Первісного і його повертають до Темпеста. Первісний також жертвує двома своїми підлеглими, щоб забезпечити успіх завдання Рімуру. Після завершення Рімуру непритомніє від виснаження. |      | |                                             |                                |                 |
| 36 | 12   | «Той, Кого Звільнено» Транслітерація: «Tokihanatareshi Mono» (яп. 解き放たれし者)                                              | Шунсуке Ісікава                             | Сатоші Шімізу                  | 30 березня 2021 |
| Оговтавшись від своєї трансформації, Рімуру дізнається, що Королівство Євразія було зруйновано, а Керріон зазнав поразки від Мілім за підтримки Фрей, але громадяни безпечно знайшли притулок у Темпесті. З цієї нагоди Рімуру також дізнається про можливу причетність Клеймана до дій Мілім та Фрей і відправляє Соея та Соуку для розслідування. Первісний Демон, якого викликав Рімуру, офіційно стає його підлеглим під ім'ям «Діабло», а Рімуру виконує свою обіцянку Вельдорі, знімаючи його печатку та даючи йому нове тіло. |      | |                                             |                                |                 |
| 36.5 | 12.5 | «Оповіді: Щоденник Вельдори 2» Транслітерація: «Kanwa: Verudora Nikki Ni» (яп. 閑話：ヴェルドラ日記2)                          | Ацуші Накаяма і Томотака Кавабе             | Ацуші Накаяма                  | 29 червня 2021  |
| Перебуваючи всередині шлунка Рімуру, Вельдора обговорює з Іфрітом останні події в Лісі Джура. |      | |                                             |                                |                 |
| Частина 2 |      | |                                             |                                |                 |
| 37 | 13   | «Гості» Транслітерація: «Otozureru Mono-tachi» (яп. 訪れる者たち)                                                              | Ацуші Накаяма                               | Сатоші Шімізу                  | 6 липня 2021    |
| Мешканці Темпеста вітають Рімуру та Вельдору з поверненням і вони разом влаштовують велике святкування. Після цього Рімуру, його підлеглі та союзники збираються, щоб обговорити свої подальші кроки з огляду на останні події. Пізніше до зустрічі приєднуються Дваргон та новостворена союзницька Магічна Династія Саріон. |      | |                                             |                                |                 |
| 38 | 14   | «Зустріч Людей та Монстрів» Транслітерація: «Jinma Kaidan» (яп. 人魔会談)                                                      | Кен Санума                                  | Сіндзі Ітадакі                 | 13 липня 2021   |
| На зустрічі обговорюються наслідки нещодавніх подій, зокрема руйнування Євразії та поява нового Володаря Демонів — Рімуру. Представники Дваргона та Саріона висловлюють свою підтримку Темпесту, але також висловлюють занепокоєння щодо балансу сил серед Володарів Демонів. Рімуру запевняє їх у своїх мирних намірах, але водночас підкреслює свою силу та готовність захищати своїх підданих. Під час зустрічі також обговорюється питання відносин між людьми та монстрами. Рімуру виступає за співіснування та взаєморозуміння, наводячи як приклад успішний союз між різними расами у Федерації Джура Темпест. Представники людських королівств висловлюють різні точки зору, від обережного оптимізму до відвертої ворожості. Зрештою, зустріч завершується домовленістю про подальші переговори та встановлення офіційних дипломатичних каналів між Федерацією Джура Темпест та людськими королівствами. Усі усвідомлюють, що попереду ще багато викликів, але перший крок до порозуміння зроблено. |      | |                                             |                                |                 |
| 39 | 15   | «Ramiris's Warning» Транслітерація: «Ramirisu no Shirase» (яп. ラミリスの報せ)                                                 | Рьосуке Азума                               | Масаші Кодзіма                 | 20 липня 2021   |
| 40 | 16   | «Конгрес Танцює» Транслітерація: «Kaigi wa Odoru» (яп. 会議は踊る)                                                             | Рьо Накамура                                | Масаші Кодзіма                 | 27 липня 2021   |
| Рімуру оголошує свій план підтримати Юума як нового короля Фальмута. Почувши це, Ґазел випробовує Юума, щоб побачити, чи є в нього все необхідне, щоб бути правителем і Юум відповідає з усією щирістю. Еральд також починає симпатизувати Рімуру, почувши, як той каже, що просто хоче створити світ, де кожен зможе процвітати та посміхатися. Невдовзі після закінчення зустрічі Раміріс, яка захопилася мангою, попереджає Рімуру про Вальпургію та мотиви Клеймана, на що Рімуру розкриває, що Мюрран жива, попри те, що Клейман повідомив про її вбивство. Рімуру та його союзники обговорюють мотиви Фальмута та Західної Святої Церкви і готуються до битви проти свого нового ворога: Клеймана. Мюрран розповідає Рімуру про П'ять Пальців, п'ятьох могутніх осіб, які були поневолені Клейманом і що вона була однією з них, саме тоді, коли прибувають Соей та Соука з новинами про Клеймана. |      | |                                             |                                |                 |
| 41 | 17   | «Напередодні Битви» Транслітерація: «Kaisen Zen'ya» (яп. 会戦前夜)                                                             | Кадзуто Фудзівара                           | Сатоші Шімізу                  | 3 серпня 2021   |
| Рімуру готується до битви з Клейманом, але спостереження за пересуваннями ворожої армії показує, що ціллю Клеймана є не Темпест, а Євразія. В Євразії, щоб врятувати людей, які протистоять армії Клеймана, Рімуру отримує пораду від Рафаеля, крім того, план підкорення Клеймана є пропозицією секретаря. Тим часом до Вірних Дракона, могутньої групи, що проживає в домені Мілім, звертається Ямза, член П'яти Пальців, який не є поневоленим, як інші і просить їхньої допомоги в боротьбі проти нації Рімуру. Потім Рімуру телепортує свою армію на поле бою. |      | |                                             |                                |                 |
| 42 | 18   | «Володарі Демонів» Транслітерація: «Maō-tachi» (яп. 魔王たち)                                                                  | Кен Санума                                  | Сатоші Шімізу                  | 10 серпня 2021  |
| Клейман дізнається про воскресіння Вельдори та розглядає можливість зробити його своїм підлеглим, але не підозрює про обман Рімуру. Після того, як Бенімару та його армія вирушають, Юум і компанія вирушають до Фальмута, а Діабло слідує за ними. Рімуру, сповнений оптимізму, починає підготовку до Вальпургії. Тим часом з'ясовується, що деякий час тому Мілім була піддана промиванню мізків Фрей та Клейманом за допомогою контролюючого розум намиста, який планує використовувати її у своїх цілях, що пояснює її попередні дії. Володар Демонів Леон відвідує резиденцію іншого Володаря Демонів, Ґая Крімзона. Вони обговорюють Вальпургію, дії інших Володарів Демонів та воскресіння Штормового Дракона. У цей момент до розмови приєднується Вельзард, старша сестра Вельдори і висловлює свій інтерес до цієї теми. Леон повідомляє їм про історію, яка ходить навколо, про те, що печатку Вельдори було знято кров'ю солдатів Фальмута, але Ґай та Вельзард скептично ставляться до цього. Леон також поділяє цю думку і висловлює свою теорію, що печатку Вельдори зняв Рімуру. Ґай сприймає цю теорію як належне і розмірковує, що Рімуру мав би бути Володарем Демонів, щоб це здійснити. Після ще кількох розмов Леон йде, залишаючи лише Ґая та Вельзард. Ґай пропонує Вельзард місце на Вальпургії, але вона відхиляє його, кажучи, що їй це не цікаво і йде. Ґай розмірковує над змістом розмови, з нетерпінням чекаючи на Вальпургію. |      | |                                             |                                |                 |
| 43 | 19   | «Сигнал до Початку Бенкету» Транслітерація: «Kaien no Aizu» (яп. 開宴の合図)                                                   | Муненорі Нава                               | Тайдзо Йошіда                  | 17 серпня 2021  |
| Рімуру продовжує підготовку до Вальпургії, зокрема змушуючи Трейні еволюціонувати в Дріаду-Ляльку Дріаду. Тим часом Бенімару та його війська прибули до Євразії за допомогою транспортної магії і вони негайно заманюють армію Клеймана в пастку, влаштовану Ґельдом. Три Звіролови, сповнені рішучості врятувати Керріона, вирушають підкорити лідера ворожої армії. Звіролов Альбіс б'ється з Ямзою за деякої допомоги поплічників Рімуру, а Фобіо та Ґельд йдуть протистояти Футмену та Тір. |      | |                                             |                                |                 |
| 44 | 20   | «На Цій Землі, Де Все Сталося» Транслітерація: «Innen no Chi de» (яп. 因縁の地で)                                              | Сьо Кітамура                                | Масаші Кодзіма                 | 24 серпня 2021  |
| Основні сили Темпеста атакують армію Клеймана. Поки Звіролов Суфія та Ґабіру ведуть своїх товаришів проти Вірних Дракона, Альбіс вдається перемогти Ямзу. Коли той намагається здатися, щоб врятувати своє життя, Клейман дистанційно змушує його проковтнути шматок Харибди і перетворитися на бездумну, слабшу версію цього монстра. Після того, як Ямзу перемагає Бенімару, Темпест укладає мир із Вірними Дракона. Тим часом Фобіо та Ґельд поступаються Футмену та Тір; однак їх залишають живими, оскільки клоунам не було наказано їх ліквідувати. Це, однак, дає армії Рімуру перевагу. |      | |                                             |                                |                 |
| 45 | 21   | «Адальман, Вказівний Палець» Транслітерація: «Jishi no Adaruman» (яп. 示指のアダルマン)                                        | Шіґеру Фукасе                               | Сатоші Шімізу                  | 31 серпня 2021  |
| Рімуру вирушає на Вальпургію разом із Шіон та Трейні. Шуна, Хакуро та Соей подорожують до Лялькового Королівства Джастін, володіння Клеймана; тим часом Бенімару та Звіролови займаються основними силами в домені Мілім. Вони зустрічають нежить, очолюваний вайтом на ім'я Адальман, ще одним членом П'яти Пальців, якого Клейман прокляв охороняти цю землю. Побачивши, що Адальман носить залишки священицької ряси, Шуна показує йому, що навіть монстри можуть володіти святою магією; демонструючи це, створюючи бар'єр для їхньої битви. Адальман вражений, запитуючи про бога, якому вона поклоняється; Шуна пояснює, що її магія є проявом її великої поваги до когось. Коли магія Шуни очищає землю, руйнується лише зв'язуюче прокляття. Адальман, бажаючи служити господарю Шуни, присягає своєю та армією нежиті на вірність Рімуру. Шуна внутрішньо зітхає, що Адальман такий самий, як Діабло — фанатик. |      | |                                             |                                |                 |
| 46 | 22   | «Бенкет Володарів Демонів: Вальпургія» Транслітерація: «Maō-tachi no Utage ～Warupurugisu～» (яп. 魔王達の宴 〜ワルプルギス〜) | Такахіро Інокіда                            | Сатоші Шімізу                  | 7 вересня 2021  |
| Щойно починається Вальпургія, Клейман викладає свою брехливу історію про те, як Керріон заохочував Рімуру стати Володарем Демонів і влаштував для нього Свято Врожаю, вплинувши на Фальмут, щоб той напав на Темпест, а воскресіння Вельдори використав як спосіб еволюціонувати у Володаря Демонів; Мілім та Фрей, які перебували під промиванням мізків, лише допомогли покарати Керріона за створення Володаря Демонів без згоди більшості існуючих Володарів Демонів і Клейман закликає їх знищити Рімуру у відповідь на це. Рімуру викриває всю його брехню, розкриваючи, що Мюрран все ще жива як свідок (у що Клейман відмовляється вірити), а сили Темпеста зібрали більш ніж достатньо доказів, що пов'язують Клеймана з маніпуляціями Фальмута. Голова ради Володарів Демонів, Ґай Крімзон, наказує їм битися; він хоче, щоб справу було вирішено просто та швидко. Клейман змушує Мілім битися з його підлеглими, залишаючи сторону Рімуру незбалансованою. Беретта приєднується до бою на боці Раміріс. Саме перед тим, як Мілім збирається вдарити Рімуру, раптово з'являється Вельдора і приймає удар на себе. |      | |                                             |                                |                 |
| 47 | 23   | «Повернення з Межі» Транслітерація: «Kishikaisei» (яп. 起死回生)                                                               | Муненорі Нава                               | Сатоші Шімізу                  | 14 вересня 2021 |
| Виявляється, Вельдора прийшов набридати Рімуру, вимагаючи ще манги. Рімуру змушує його гратися з Мілім, причому дракон-отаку вигукує назви атак з Street Fighter та Dragon Ball. Беретта розправляється з Віолою, маріонеткою, яку викликав Клейман, а Рімуру звільняє лисицю-демона (ще одного члена П'яти Пальців), яка перебувала під контролем Клеймана і передає її під опіку Ранґи. Тим часом Клейман остаточно зривається і втрачає самовладання, перетворюючись на свою форму Шаленого Клоуна. Коли Клейман наказує Мілім використати свою форму Навали, щоб розправитися з Рімуру та його союзниками, вона обертається проти нього і розкриває, що ніколи не була під гіпнозом і весь цей час прикидалася (контролююче розум намисто, яке Клейман використовував на ній, не мало жодного ефекту), що дуже дивує Рімуру і викликає гнів Клеймана; Вельдора та деякі Володарі Демонів підозрювали це раніше, а Фрей знала про це весь час і ніколи не була на боці Клеймана. Його слабкість та інтриги викриваються після його поразки від Шіон, а Керріон виявляється живим і замаскованим під одного зі слуг Фрей; його смерть була підлаштована, щоб обдурити Клеймана. Навіть після поразки Клейман відмовляється назвати ім'я свого благодійника, але флешбек показує, що він працює на Юкі. У цілковитому відчаї від власної слабкості Клейман благає про силу, переживаючи псевдо-пробудження. |      | |                                             |                                |                 |
| 48 | 24   | «Октаграма» Транслітерація: «Okutaguramu» (яп. 八星魔王)                                                                       | Дайсуке Егучі                               | Сатоші Шімізу                  | 21 вересня 2021 |
| Збожеволілий і наполовину пробуджений як Істинний Володар Демонів, Клейман планує вбити Рімуру, щоб зберегти свій титул. Однак Рімуру просто лупцює та пожирає Клеймана; дізнаючись, що Поміркований Альянс Арлекінів працює на колишнього Володаря Демонів Казеріма, чиє тіло Леон убив, щоб зайняти його місце, але який переродився як Каґалі завдяки Юкі. Завдяки помилці Вельдори та Мілім, Володар Демонів Рой Валентайн виявляється підставною особою для справжньої Володарки Демонів Люмінус Валентайн, яка є покоївкою, щодо якої Рімуру мав підозри раніше. Це змушує Люмінус зняти маскування та відправити Роя назад до її володінь, щоб розібратися зі зловмисником, що там ховається, водночас висловлюючи роздратування Вельдорі за те, що той її викрив. Керріон та Фрей відмовляються від своїх місць як Володарі Демонів, побачивши, що вони занадто слабкі; хоча вони й далі правлять своїми землями, тепер вони працюють на Мілім, хоча вона й не в захваті від цього. Оскільки група скоротилася до восьми членів, Ґай пропонує Рімуру обрати для них нову назву. Рімуру бачить зірки над місцем зустрічі та вирішує назвати їх Вісьмома Зоряними Володарями Демонів — Октаграмою. У Святій Імперії Лапласа (зловмисника, про якого згадувала Люмінус) проганяє Хіната; той вважав, що відсутність Володарки Демонів означає брак безпеки. Рой повертається раніше з Вальпургії, оскільки Люмінус відчувала неспокій і зустрічає його. Лаплас дізнається, що Клеймана вбито і негайно вириває серце Роя, почувши, як образили його дорогого друга. Засмучений клоун може лише істерично сміятися, розчавлюючи серце, вбиваючи Роя. |      | |                                             |                                |                 |

### 3 сезон
| № серії (загалом) | № серії (в сезоні) | Назва серії                                                                                          | Режисер(и)                      | Сценарист(и)                     | Режисер(и) анімації           | Оригінальна дата показу |
| --- | ------------------ | --- | ------------------------------- | -------------------------------- | ----------------------------- | ----------------------- |
| 48.5 | 0                  | «Відступ: Щоденник Діабло» Транслітерація: «Kanwa: Diaburo Nikki» (яп. 閑話：ディアブロ日記)         | Ацуші Накаяма і Фуміхіса Айгаса | Тошізо Немото і Кадзуюкі Фудеясу | Буде оголошено                | 31 березня 2024         |
| Після того, як Рімуру перемагає Клеймана під час бенкету Вальпургія, його офіційно приймають як Володаря Демонів і він стає членом Октаграми. Тим часом Діабло, який з нетерпінням чекає вдома в Темпесті, не може дочекатися, щоб почути про подвиги свого господаря. Він вирішує запропонувати контракт Вельдорі, який бере участь у бенкеті. У цьому спеціальному випуску вони обидва коментують події битви проти Фальмута та бенкету Вальпургія. |                    | |                                 |                                  |                               |                         |
| 49 | 1                  | «Демони та Стратегії» Транслітерація: «Akuma to Sakubō» (яп. 悪魔と策謀)                             | Сатоші Оседо                    | Тошізо Немото                    | Масаші Кодзіма                | 5 квітня 2024           |
| Після поразки Клеймана Рімуру продовжує брати участь у Вальпургії, яку Леон Кромвель та Люмінус Валентайн залишають рано. Рімуру отримує здатність відтворювати страви та відмовляється давати Мілім Наві вино, вважаючи її занадто юною для цього, а Раміріс непритомніє від надмірного вживання алкоголю. Рімуру повертається додому, де його вітають мешканці, включно з Діабло. За чашкою матча-пудингу Рімуру дізнається, що Вельдора все розповів Діабло і у відповідь у нього забрали пудинг, але незабаром він жаліє його та повертає. Він дізнається, що Діабло вилікував короля Фальмута та його підлеглих, яких раніше катувала Шіон за погрози Темпесту. Під час флешбеку троє стають слугами Діабло після того, як він виліковує підлеглих і всі вони подорожують назад до Фальмута разом із Юумом, Ґруціусом та Мюрран. Тим часом знать у Фальмуті не може вилікувати короля. Після прибуття групи Діабло вони розповідають свою історію про поразку армії Фальмута та воскресіння Вельдори. Це шокує знать, оскільки Західна Свята Церква стверджувала, що Вельдори давно немає, поки Разен не зазначає, що Істинного Дракона ніколи не можна знищити, оскільки він може переродитися. Вони також дізналися, що Дріади допомогли Рімуру домовитися з Вельдорою, щоб заспокоїти його гнів. Це змушує знать зрозуміти, що напад на Темпест був поганою ідеєю. Коли Карлос, один зі знатних, відмовляється в це вірити чи погоджуватися з ідеєю союзу з Темпестом, Разен ув'язнює його в крижану брилу. Вилікувавши короля одним із зілля Рімуру, Діабло дає їм вибір: або укласти союз із Темпестом, або продовжувати війну, водночас попереджаючи їх не зраджувати Рімуру інакше. Це дає знаті дуже мало часу на роздуми. Дізнавшись про це, Рімуру залишає Діабло вирішувати ситуацію. |                    | |                                 |                                  |                               |                         |
| 50 | 2                  | «Наміри Святої» Транслітерація: «Seijin no Omowaku» (яп. 聖人の思惑)                                 | Чень Сяокан                     | Тошізо Немото                    | Масаші Кодзіма                | 12 квітня 2024          |
| Лаплас повідомляє Юкі та решті Поміркованого Альянсу Арлекінів про смерть Клеймана та про те, що їхній план знищити Рімуру зазнав невдачі, через що він та Футмен ледь не вступають у бійку. Тепер, бачачи, що його плани світового панування під загрозою, Юкі починає планувати помсту, але також вирішує залягти на дно на деякий час, оскільки Рімуру занадто сильний для них, щоб з ним боротися. Тим часом у Західній Святій Імперії Хіната згадує своє минуле, включно з її протистоянням Рою, його братом-близнюком Луї та Люмінус Валентайн. Пізніше Луї повідомляє їй про смерть Роя, воскресіння Вельдори, поразку Фальмута та про те, що Темпест уцілів; Хіната розуміє, що Рімуру все ще живий і обдурив її, дозволивши йому втекти, але підозрює, що нею маніпулюють через інформацію, яку вона отримала від східного торговця. Пізніше вони передають новини Люмінус, яка, після того, як пояснює, що сталося на Вальпургії, попереджає їх не вступати в бій з Вельдорою чи Рімуру, знаючи, наскільки вони тепер могутні і що вона не оголошувала їх ворогами. Також вона розкриває, що хоча Рімуру технічно не є злим, він імовірно, все ще затаїв образу на Хінату за спробу знищити його та його державу. Тим часом у Фальмуті король проводить нараду і, дізнавшись про події, що відбулися на Вальпургії, про союз Блюмунда з Темпестом та про подальші плани Західної Святої Церкви, вони зрештою вирішують укласти союз із Темпестом. Король також складає з себе повноваження та передає трон своєму братові. |                    | |                                 |                                  |                               |                         |
| 51 | 3                  | «Мирні Дні» Транслітерація: «Heiwana Hibi» (яп. 平和な日々)                                          | Томіо Ямаучі                    | Тошізо Немото                    | Сіндзі Ітадакі                | 19 квітня 2024          |
| У Темпесті Рімуру та його підлеглі згадують свою битву проти Клеймана. Через кілька днів Діабло повідомляє Рімуру, що Фальмут уклав мирний договір з Темпестом і що через відставку короля та передачу трону його братові спалахне громадянська війна, яка зрештою дозволить Юуму зайняти трон. Діабло також повідомляє, що Церква може планувати втручання. Після цього жителі Євразії тимчасово переїжджають до Темпеста у супроводі двох із Трьох Звіроловів. Габіл повертається зі свого завдання і передає Рімуру листа від Мілім, яка має намір запросити гостей на свої кулінарні уроки під час наступного візиту. Пізніше повертається Ґельд і розповідає, що під час його місії виникли ускладнення, тож вони проводять час разом у барі. Ріґурд незабаром повідомляє, що Блюмунд налагодив відносини з Темпестом. Оні пізніше інформують Рімуру про небезпечні гори Куша, населені Тенгу. Бенімару вирішує піти поговорити з ними разом з Альбіс, що змушує всіх підозрювати, що він закоханий у неї. Хакуро пізніше розповідає Рімуру про темних ельфів, які живуть у володіннях Клеймана і Рімуру переконує Хакуро тримати це в секреті. Під час іншої зустрічі Рімуру вирішує запросити більше людей до своєї держави та розширити свою територію. |                    | |                                 |                                  |                               |                         |
| 52 | 4                  | «У Кожного Своя Роль» Транслітерація: «Sorezore no Yakuwari» (яп. それぞれの役割)                    | Томіо Ямаучі                    | Шінґо Іріє                       | Тайдзо Йошіда                 | 26 квітня 2024          |
| Після того, як Рімуру дізнається про небезпечних монстрів, що ховаються вздовж дороги до Темпеста, Веста та Кайджин повідомляють, що вони запланували розмістити Антимагічні Бар'єри навколо дороги, щоб забезпечити безпеку відвідувачів. Вельдора сподівається вивільнити свою ауру, але інші наполягають, щоб він цього не робив, оскільки це може їх убити; однак Діабло попереджає Рімуру, що він не зможе довго стримувати свою ауру. Рімуру наказує Ґельду побудувати Мілім замок і дізнається від Діабло, що Едмаріс, колишній король Фальмута, навчає Юума, як належним чином поводитися як шляхтич, а Рейхім прямує до Святої Західної Імперії, щоб доставити своє повідомлення. Вельдора також починає згадувати Люмінус після того, як Рімуру згадує її. Згадуючи свою зустріч з Хінатою, Рімуру починає замислюватися, хто є організатором нападу Фальмута, спроби Хінати вбити його та мотивів Клеймана, тоді як Діабло підозрює, що існує ще один організатор. Підозрюючи, що торговець допомагає цим організаторам, Рімуру наказує своїм підлеглим розшукати цього торговця. Тим часом у Західній Святій Імперії Хіната починає нараду. |                    | |                                 |                                  |                               |                         |
| 53 | 5                  | «Зустріч Обох Сторін» Транслітерація: «Ryōyoku Kaigi» (яп. 両翼会議)                                 | Масахару Томода                 | Окумура Дзюнічіро                | Масаші Кодзіма                | 3 травня 2024           |
| Хіната, Ніколаус Спертус та Десять Великих Святих обговорюють воскресіння Вельдори, мотиви Рімуру та падіння Фальмута, а Луї таємно спостерігає за зустріччю. Починаючи шкодувати, що не прислухалася до Рімуру з самого початку, Хіната також підозрює, що східні торговці, які відвідують Темпест та Святу Західну Імперію, щось замишляють. Вона також пояснює, що Люмінус наказала їм не нападати на Рімуру та його державу, але Святі цим незадоволені. Розкривши походження Рімуру та обман торговців, вона вирішує вести переговори з Рімуру, незважаючи на занепокоєння Святих. Потім прибуває Рейхім, щоб передати своє повідомлення; троє з Семи Світил, послідовників Люмінус, з'являються, щоб вислухати його. Рейхім пояснює, наскільки небезпечний Рімуру, та правду про поразку армії Фальмута. Він також показує кришталеву кулю, яка демонструє, як Рімуру кидає їй виклик, що, на шок Рейхіма, не було його початковим повідомленням. Незважаючи на підозри, Хіната погоджується викликати Рімуру на бій. Світила підтримують її рішення та надають їй потужний меч під назвою Знищувач Драконів. Потім Хіната вирушає протистояти Рімуру, попри сумніви Ніколауса щодо успішного завершення ситуації. Тим часом у Темпесті Рімуру дізнається, що Хіната прибуває у супроводі деяких Святих. Рімуру спантеличений тим, що його повідомлення не спрацювало, але з'являється Діабло і повідомляє, що Рейхіма було вбито. |                    | |                                 |                                  |                               |                         |
| 54 | 6                  | «Ті, Хто Наближаються» Транслітерація: «Semari Kuru Mono-tachi» (яп. 迫り来る者達)                   | Чень Сяокан                     | Тошізо Немото                    | Сіндзі Ітадакі                | 10 травня 2024          |
| Рімуру повідомляє своїм підлеглим про смерть Рейхіма, наближення Хінати та сили, що збираються у Фальмуті, щоб знищити демона, який, здавалося б, відповідальний за вбивство Рейхіма. Вони просять допомоги Адальмана для отримання додаткової інформації про Західну Святу Церкву. Адальман розповідає їм про Сім Світил, Десять Великих Святих та Хінату. Діабло також пояснює поточну ситуацію у Фальмуті, що спонукає Рімуру вирішити вжити заходів проти цього. Дізнавшись, що Хіната веде з собою армію і прибуде через два тижні, Рімуру готується зустрітися з ними, не маючи наміру їх вбивати. Альбіс та Суфія також вирішують приєднатися до конфлікту. Вельдора також хоче приєднатися, але Рімуру призначає його останньою лінією оборони. Тим часом з'ясовується, що Ґленда, одна з Десяти Великих Святих, та Дамрада, торговець, який раніше маніпулював Хінатою, працюють на родину Россо та П'ятьох Старійшин, очолюваних Ґранвілем та його онукою Марібель, які прагнуть усунути як Хінату, так і Рімуру. |                    | |                                 |                                  |                               |                         |
| 55 | 7                  | «Зіткнення Святої та Демона» Транслітерація: «Seima Gekitotsu» (яп. 聖魔激突)                        | Сатоші Оседо                    | Шінґо Іріє                       | Сатоші Оседо і Хідекі Ямазакі | 17 травня 2024          |
| Рімуру згадує свою першу зустріч з Хінатою і розмірковує, що вона зробить. Тим часом Хіната дізнається, що четверо Святих пішли за нею і вона неохоче дозволяє їм приєднатися. Прибувши до Блюмунда, вони помічають, наскільки змінилося місто, що змушує їх підозрювати причетність Темпеста. Вони також пробують їжу в одному з ресторанів і з'їдають усе. Продовжуючи свою подорож до Темпеста, вони вражені структурою дороги та дружелюбністю монстрів у Темпесті. Зупинившись напитися води, група починає розуміти, що Рімуру не така вже й велика загроза, як вони думали, хоча Хіната не впевнена, чому Рімуру хоче викликати її на бій. Незабаром Рімуру дізнається, що Хіната близько. Тим часом Сім Світил відправили двох інших Святих з армією, щоб знищити Рімуру та його місто, обманюючи їх, змушуючи повірити, що Хіната в небезпеці, але вони потрапляють у засідку сил Темпеста; це змушує Рімуру сприймати ситуацію як справжній виклик. Після того, як Хіната дізнається від Ніколауса, що троє інших Святих, Три Бойові Мудреці, беруть участь у громадянській війні у Фальмуті, Рімуру перериває її телепатичний дзвінок, перш ніж його обривають і готується до бою. Тим часом армія Святої Імперії зазнає поразки саме тоді, коли прибувають Рімуру та його підлеглі. Коли група Хінати прибуває на поле бою, вона помічає, наскільки могутні монстри і, повіривши, що Рімуру справді хоче битися з нею, готується зустрітися з лідером монстрів. |                    | |                                 |                                  |                               |                         |
| 56 | 8                  | «Непорозуміння» Транслітерація: «Botan no Kake Chigai» (яп. ボタンのかけ違い)                        | Ясуші Муруя                     | Окумура Дзюнічіро                | Сатоші Шімізу                 | 24 травня 2024          |
| Поки Люмінус ніжно обіймає Святий Ковчег, що містить дорослу версію Хлої, Луї та Ґунтер повідомляють їй про дії Хінати та Семи Світил. Люмінус вирушає з ними, щоб владнати ситуацію. Тим часом у Темпесті Шіон протистоїть Леонарду та Ґарду, лідерам армії, які оточують її Святим Полем. Однак Шіон розкриває, що вона Зла Оні і виявляється занадто сильною для них, хоча їй наказано не вбивати їх. Хоча Леонард визнає поразку, Ґард відмовляється, доки Шіон не знищує Святе Поле. Леонард починає підозрювати щось недобре, помітивши, що Ґард поводиться інакше. Поки Хіната пояснює, що не мала наміру приводити армію і не знала про смерть Рейхіма, Рімуру не пам'ятає, щоб викликав Хінату на бій і вважає, що саме вона відповідальна за напад. Поки їхні підлеглі розходяться, щоб битися один з одним, Рімуру та Хіната б'ються один на один. Побачивши, що Рімуру став сильнішим, ніж раніше і її здатність красти навички не діє на нього, Хіната набуває значно сильнішої форми, щоб протистояти йому, але не використовуючи Знищувач Драконів; замість цього вона вдається до використання власної зброї. Під час бою Хіната згадує своє минуле з Шізу, побачивши її образ над Рімуру. Водночас Рімуру отримує нову здатність, що дозволяє йому передбачати атаки Хінати. Бій закінчується внічию і Рімуру підозрює, що його повідомлення Хінаті було підроблено. Підлеглі Рімуру здобувають перемогу над підлеглими Хінати. Переживши останню атаку Хінати, пожертвувавши попередньою здатністю, щоб отримати нову, яка дозволяє йому витримати її, вони двоє одразу стають друзями, але потім розуміють, що Знищувач Драконів — це підступна пастка, оскільки він раптово випускає смертельну атаку, яка вражає Хінату після того, як вона відштовхує Рімуру з її шляху. |                    | |                                 |                                  |                               |                         |
| 57 | 9                  | «Інтриги Семи Днів» Транслітерація: «Shichiyō Anyaku» (яп. 七曜暗躍)                                 | Масахіко Сузукі                 | Тацуто Хігучі                    | Кен Оцука                     | 31 травня 2024          |
| У Фальмуті Дамрада аналізує мотиви Рімуру, Едмаріса та Едварда, готуючись до від'їзду, оскільки демон, який нібито вбив Рейхіма, занадто сильний для нього. Тим часом Едвард готується атакувати рідне місто Юума за допомогою Трьох Бойових Мудреців; однак троє також прагнуть перемогти того, хто вбив Рейхіма. Діабло спостерігає за цим з небес і бачить, що один із Трьох Бойових Мудреців іде з армією, а двоє інших — з Едвардом. Потім він наказує Хакуро розібратися з армією, намагаючись не вбивати їх. Армія Едварда швидко розгромлена силами Рімуру, що змушує їх відступити. Потім Діабло протистоїть Едварду та двом Бойовим Мудрецям і створює навколо них силове поле, щоб уберегти невинних. Він вимагає, щоб вони уклали мир з Юумом, але Едвард відмовляється, оскільки йому відомі дії Діабло у Фальмуті, а також він вірить, що той убив Рейхіма через фальшиві докази від Ґленди. Діабло, тим не менш, викликає їх на бій і легко перемагає людей Дамради, також розкриваючи свою справжню природу, що лякає солдатів та Едварда, залишаючи лише двох Бойових Мудреців протистояти йому. Вони також виявляються нерівнею йому, що призводить до втечі Ґленди. Решта Бойового Мудреця зрештою розуміє, що Діабло невинний, але прибувають троє з Семи Світил і атакують силове поле Діабло, намагаючись усунути свідків. Тим часом Хіната тяжко поранена атакою Знищувача Драконів, а Рімуру намагається врятувати їй життя, хоча й безуспішно, оскільки лише свята магія може її зцілити. Прибувають двоє з Семи Світил і, зв'язавши чотирьох Святих, щоб завадити їм зцілити Хінату, мають намір знищити Хінату за нібито непокору їхнім наказам. |                    | |                                 |                                  |                               |                         |
| 58 | 10                 | «Бог і Володар Демонів» Транслітерація: «Kami to Maō» (яп. 神と魔王)                                 | Дайсуке Цукуші                  | Тошізо Немото                    | Кента Мімуро                  | 7 червня 2024           |
| Світила готуються покарати Хінату за її очевидну непокору. Леонард розуміє, що його обдурили, але його ранить Ґард, який, як розуміє Рімуру, насправді є одним зі Світил у маскуванні, вбивши справжнього Ґарда. Після викриття Світило скидає маскування. Діабло зв'язується з Рімуру та розкриває, що саме вони вбили Рейхіма та підставили його, а також змінили повідомлення Рімуру, щоб маніпулювати ним та Хінатою, змусивши їх битися один з одним. Святі розуміють, що Світила є справжніми організаторами війни. Рімуру наказує своїм підлеглим убити Світил, але ті виявляються сильними противниками, хоча Шіон вдалося зупинити їхнє магічне коло. Світила випускають потужну атаку, щоб знищити Рімуру, Хінату та їхніх підлеглих, але Рімуру блокує її копією раніше пожертвуваної здатності. Потім Світила використовують ту саму атаку, яку Хіната раніше використовувала проти Рімуру в їхньому першому бою, але ця атака також не може перемогти Рімуру та Хінату, оскільки він встигає захистити їх обох новою здатністю. Це звільняє Святих. Світила вирішують дозволити Люмінус розібратися з ними, але остання особисто прибуває з Луї; Святі дізнаються, хто їхній справжній бог. Після того, як Люмінус зцілює Хінату, Хіната згадує своє нещасливе дитинство, як вона потрапила до Центрального Світу та отримала свою здатність красти навички і як вона зустріла Шізу. Поки Хіната зцілює Леонарда, Люмінус вбиває Світил за їхні корумповані дії та непокору. Тим часом інші троє Світил не можуть зруйнувати силове поле Діабло. Репортери розуміють невинність Діабло, хоча Діабло не прощає Едварда за його попередні дії і той, у свою чергу, вирішує передати трон Юуму в обмін на захист. Світила обрушують потужну атаку на Діабло, але він змінює ситуацію на свою користь і вбиває їх. Повернувшись до Святої Західної Імперії, Ніколаус протистоїть останньому Світилу, дізнавшись про їхню змову і вбиває його магічним амулетом. Невідомо йому, Світило вижило і насправді є Ґранвілем. Він та Марібель розуміють, що їхній план провалився і починають планувати свій наступний крок проти Рімуру. Тим часом Вельдора не дуже задоволений тим, що його залишили осторонь бою, але випадково розкриває, що Люмінус є Володаркою Демонів, перед усіма, що призводить до їхньої бійки внаслідок давньої образи Люмінус на нього. Рімуру, тим не менш, радий, що владнав справи з Хінатою та Люмінус. Після цього група насолоджується громадськими лазнями та японською їжею. |                    | |                                 |                                  |                               |                         |
| 59 | 11                 | «Примирення та Угода» Транслітерація: «Wakai to Kyōtei» (яп. 和解と協定)                             | Наокацу Цуда і Нейто Хірохара   | Тошізо Немото                    | Масаші Кодзіма                | 14 червня 2024          |
| Дамрада розмовляє з Ґранвілем та Марібель щодо присутності Діабло та їхньої невдалої спроби перемогти Хінату та Рімуру; однак Ґранвіль все ще сповнений рішучості усунути Рімуру. Вирішивши більше не втручатися, Дамрада йде, залишаючи Ґранвіля присягатися помстою. Тим часом Рімуру розмовляє з Хінатою та Люмінус щодо минулих подій, які призвели до їхніх конфліктів, а також щодо мотивів Клеймана та Дамради. Люмінус пояснює походження Семи Світил, їхні справжні наміри та їхній зв'язок із Клейманом, а також те, що Ґранвіль колись був героєм, який раніше боровся з нею. Рімуру також підозрює, що саме Юкі смикає за ниточки. Оскільки вони укладають мир між собою, Люмінус обіцяє одного дня покарати Вельдору. В результаті вони вирішують залишити двох Святих у Темпесті та побудувати в місті церкву як символ їхнього союзу. Хіната також отримує від Рімуру новий меч. Потім обидві групи проводять вечір разом. Пізніше Дамрада розмовляє з Юкі, який таємно допомагав родині Россо з їхньою змовою, про те, що він дізнався, а також про присутність Діабло в Темпесті, що змушує останнього зрозуміти, що його план помсти не вдався і що нерозумно протистояти Діабло. Дамрада йде, а Юкі готується до свого наступного кроку. |                    | |                                 |                                  |                               |                         |
| 60 | 12                 | «Підготовка до Фестивалю» Транслітерація: «Kaisai Junbi» (яп. 開催準備)                              | Такаакі Вада                    | Шінґо Іріє                       | Такаакі Вада                  | 21 червня 2024          |
| Рімуру вирішує провести фестиваль на честь відкриття міста Рімуру та визнання його країни як нації. Він починає з перевірки успіхів Вести та Габіла у виготовленні цілющих зілля, а потім коротко розмовляє з Шіон. Далі він і Шуна відвідують Йошіду, шеф-кухаря, який також є вихідцем з іншого світу і той просить їх приготувати особливу страву в обмін на свою вірність. Тим часом віконт Лорд Казак розмовляє з Ґардом Мйолмілле щодо рабів-ельфів, що змушує Ґарда зрозуміти, що той є злочинцем. Рімуру перериває зустріч, викликаючи роздратування Казака. Той розглядає можливість зробити Рімуру своїм рабом, але Ґард, відчуваючи огиду, виганяє його у відповідь і припиняє з ним усі справи, що змушує Казака присягнутися помстою. Він і Рімуру розмовляють про мотиви Казака та майбутній фестиваль. Вони також розглядають можливість відкриття ресторану в Темпесті, де б працював Вельдора. Рімуру також просить п'ятьох людей допомогти Вельдорі керувати магазином. Він також планує перетворити своє місто на курорт із багатьма розважальними заходами для людей. Дізнавшись про театр та арену в Королівстві Інґрассія, Рімуру також вирішує створити власну арену в Темпесті. Ґард погоджується допомогти з вдячності за те, що Рімуру врятував йому життя раніше. Потім вони продовжують обговорювати свої майбутні плани. Пізніше Рімуру розмовляє з Фузе, який емоційно перевантажений останніми подіями, особливо правдою про справжні наміри Семи Світил. Рімуру передає йому кілька запрошень для короля Блюмунда. Фузе також розповідає йому про останні дії Юкі. Рімуру вирішує запросити і його, а також Мілім, що турбує Фузе. |                    | |                                 |                                  |                               |                         |
| 61 | 13                 | «Запрошення для Всіх Держав» Транслітерація: «Kakkoku to Shōtaijō» (яп. 各国と招待状)                | Ясуші Муруя                     | Окумура Дзюнічіро                | Ясуші Муруя                   | 28 червня 2024          |
| Дварго та його підлеглі: Генрієтта, Джейн і Вон, дізнаються про останні дії Рімуру та його еволюцію в Володаря Демонів. Вони також отримують запрошення на майбутній фестиваль у Темпесті і Дварго розмірковує про мотиви Рімуру. Тим часом у Темпесті Рімуру готується до фестивалю та зустрічає Раміріс, Беретту та Трейні. Вони покинули її старий лабіринт і намагаються облаштувати нову домівку в Темпесті. Рімуру вирішує побудувати лабіринт десь під ареною, яка ще будується, щоб Раміріс там жила, а також створити в цьому лабіринті підземелля як атракціон для авантюристів. Рімуру також наймає Раміріс допомогти йому створити підземелля та обіцяє за це хорошу плату. Раміріс також вирішує найняти лікантропів, які живуть там, де вони планують побудувати лабіринт, для допомоги, а також перенести їхні домівки всередину нього. У Магічній Династії Таліон правителька королівства Ельмесія також отримала запрошення на фестиваль. Три місяці тому вона послала Еральда укласти мирну угоду з Темпестом, хоча його турбує той факт, що це держава монстрів. Дізнавшись про зв'язок Йошіди з Рімуру, а також про плани Рімуру, які виявляються приголомшливими для Еральда, Ельмесія робить висновок, що Рімуру насправді є вихідцем з іншого світу, який прийшов із Землі, як Шізу, Хіната та Юкі, за винятком того, що він переродився. |                    | |                                 |                                  |                               |                         |
| 62 | 14                 | «Лабіринт і Штормовий Дракон» Транслітерація: «Meikyū to Bōfū Ryū» (яп. 迷宮と暴風竜)                | Чень Сяокан                     | Тацуто Хігучі                    | Го Куросакі                   | 5 липня 2024            |
| Арена в Темпесті майже готова, а підземелля ще будується. Раміріс завершила перенесення міста лікантропів всередину нього. Вона та Рімуру також мають ідею розмістити сильніших монстрів у підземеллі, коли люди просуватимуться далі. Рімуру відвідує Куробе, щоб замовити зброю для підземелля і з'ясовується, що він став майстерним ремісником після того, як Рімуру еволюціонував у Володаря Демонів. Рімуру сподівається, що підземелля та арена зроблять Темпест знаменитим і Куробе надає Рімуру новий меч, хоча він ще не завершений. Пізніше Рімуру розповідає Вельдорі про підземелля і просить його жити там як найсильнішого охоронця та господаря, щоб він міг без шкоди вивільняти свою ауру зсередини. Потім він приводить Вельдору до недобудованої арени та облаштовує для нього кімнату всередині підземелля за допомогою Раміріс, де він зможе битися з авантюристами, якщо ті до нього доберуться, а також приватну кімнату, де він зможе читати мангу. Підземелля завершується приблизно за тиждень, обладнане сотнею кімнат, що трансформуються, та точками збереження. Рімуру також вирішує додати босів для деяких поверхів. Раміріс представляє своє творіння: браслет, який може телепортувати людей назад на початок підземелля, якщо їх переможуть, але ним може скористатися лише одна людина і сам браслет можна використовувати лише один раз. В останній кімнаті Вельдора нарешті вивільняє свою ауру і приймає свою драконячу форму і його аура поширюється по всьому підземеллю. Рімуру попереджає Вельдору вивільняти свою ауру лише всередині підземелля, а також наказує Беретті відтепер служити Раміріс. Після цього група розробляє пастки та перешкоди для підземелля. Коли Раміріс не може створити ефекти місцевості, з'являється Мілім, щоб допомогти. |                    | |                                 |                                  |                               |                         |
| 63 | 15                 | «Аудиторія» Транслітерація: «Ekkenshiki» (яп. 謁見式)                                                | Сатоші Оседо                    | Тошізо Немото                    | Сатоші Шімізу                 | 19 липня 2024           |
| Мілім вступає в бійку з Раміріс через те, що остання тепер працює на Рімуру і що вона теж хоче допомогти, перш ніж Шуна їх розбороняє. Зробивши висновок, що Мілім втекла зі своїх володінь без відома Керріона та Фрей, Рімуру змушує її захопити кількох елементальних драконів, щоб розмістити їх у підземеллі, а також допомогти завершити його будівництво. Ґард відвідує Темпест з екскурсією і після того, як він розповідає, що на нього напав монстр, вони підозрюють, що його надіслав Казак. Під час наради Рімуру попереджають, що племена Лісу Джура приходять з візитом і можуть повстати проти нього, якщо не вважатимуть його гідним володіти цим місцем. Рімуру дають королівський одяг, що викликає його збентеження. Приблизно в цей час Фальмут зазнає краху і на його місці постане нове королівство, а Юум стане його новим королем. Наступного дня прибувають племена. Першими приходять люди-ящірки і їхньому лідеру Абіру повідомляють, як справи у його сина. Останніми приходять Трая та Доріс. Зустрівшись із Раміріс та Трейні, Рімуру вирішує найняти їх працювати на Раміріс, а також допомагати керувати Підземеллям. На другий день Рімуру зустрічає два ворогуючі племена: Бовоїдів та Еквіноїдів, які обидва хочуть служити Рімуру, щоб знищити один одного. Їхню сварку перериває щось, що проривається крізь бар'єр навколо міста. Це виявляються троє братів, синів іншого Володаря Демонів. Вони засмучені тим, що Рімуру позбавив їх шансу стати Володарем Демонів, убивши Клеймана. Коли вони викликають Шіон на бій, Рімуру змушує їх битися на арені. Після того, як Шіон легко перемагає їх, трохи налякавши Рімуру, вони розкривають, що Даґруель — їхній батько і він надіслав їх до Темпеста тренуватися під керівництвом Рімуру. Шіон погоджується стати їхнім наставником, а Бовоїди та Еквіноїди присягають на вірність Рімуру після перегляду бою. Останньою групою, що прибуває, є плем'я ельфів, які вдячні Рімуру за припинення конфлікту між Бовоїдами та Еквіноїдами, який раніше змусив їх переселитися. Рімуру надає їм місце для проживання в Підземеллі і, дізнавшись, що деякі з їхніх родичів не повернулися, він підозрює Казака і відправляє Соея на розслідування. На третій день Ґельд та Діабло повертаються з Фальмута, а Рімуру готується зустріти групу, що прибуває: Тенгу. |                    | |                                 |                                  |                               |                         |
| 64 | 16                 | «Випробування Бенімару» Транслітерація: «Benimaru no Junan» (яп. ベニマルの受難)                     | Дайсуке Цукуші                  | Шінґо Іріє                       | Дайсуке Цукуші                | 26 липня 2024           |
| Рафаель розповідає Рімуру про Тенгу, а Тенгу-жінка, яка прибула з візитом, зветься Моміджі. Дещо раніше Бенімару та Альбіс були відправлені Рімуру для переговорів з Тенгу, але натрапили на бар'єр навколо їхнього села. Лише Бенімару та Альбіс дозволили увійти, де вони зустріли Моміджі. Бенімару бажає пройти через село та прокласти тунель через гори до Таліону. Моміджі не подобається ця ідея, оскільки гори для них священні. Після того, як вона ображає Альбіс, вони вступають у бійку, перш ніж втручається Бенімару. Прибуває Каеде, мати Моміджі і зупиняє їхню сварку. Вона розповідає свою історію з ограми та людиною на ім'я Аракі Бякуя, який помер багато років тому. Вона також розкриває, що Хакуро — її чоловік, що робить його батьком Моміджі. Каеде також пропонує заручити Моміджі з Бенімару в обмін на вірність Тенгу Темпесту, але вони обидва вагаються, оскільки Моміджі спочатку бажає завоювати серце Бенімару. Дізнавшись про хворобу Каеде, Бенімару робить висновок, що вона втратила багато життєвої енергії, народжуючи дочку та даючи їй ім'я. Повернувшись до сьогодення, Моміджі укладає угоду з Рімуру, водночас боячись, що він може захотіти воювати з ними через його зв'язок із Фрей, яка колись намагалася захопити володіння Тенгу, щоб завоювати Таліон, але вона погоджується укласти союз із Рімуру після роз'яснення непорозуміння з Фрей, яка давно відмовилася від своїх планів на користь столиці Мілім. Вона ніяковіє, коли лист, який її мати надіслала Рімуру, розкриває її почуття до Бенімару; насправді є два листи і перший був для Хакуро, а не для Рімуру. Хакуро повертається з Фальмута та вперше зустрічає свою дочку, погоджуючись покращити її бойові навички, а також підтримує її домовлене заручення з Бенімару. Підлеглі Рімуру потім обговорюють свої стосунки з іншими, що спонукає їх вирішити позмагатися за тих, кого вони люблять. |                    | |                                 |                                  |                               |                         |
| 65 | 17                 | «Герой Світлової Швидкості» Транслітерація: «Senkō no Yūsha» (яп. 閃光の勇者)                        | Хітомі Езое                     | Тацуто Хігучі                    | Футоші Хігашіде               | 2 серпня 2024           |
| Рімуру представляє Ґарда, який тепер відповідає за фінанси Темпеста, своїм підлеглим (за винятком Мілім, яка мусила від'їхати) та пояснює свої плани щодо майбутнього фестивалю, що включає оперну виставу, арену та Підземелля. Дізнавшись про надмірне розростання дерев у Підземеллі, Ранґа пропонує залучити лисицю-демона, яку Рімуру раніше врятував від Клеймана, щоб вона розібралася з цим, а також стала одним із босів Підземелля. Рімуру дає їй ім'я Кумара, хоча надання імені виснажує багато його енергії. Соей повідомляє групі, що Казака та його людей заарештовано і пояснює, що Герой Світлової Швидкості Масаюкі зупинив його діяльність. Тим часом Масаюкі та його група прямують до Темпеста. Флешбеки розкривають, що Масаюкі також є вихідцем з іншого світу. Після перенесення до Центрального Світу він розвинув особливу силу, яка дозволяє йому боротися з сильними ворогами і зрештою сформував групу героїв, до якої увійшли він та троє інших членів. Пізніше Юкі просить його знищити работорговельну компанію під назвою Ортрус у Королівстві Баллахія. Ґосел, один із лідерів Ортруса, намагається виставити його злочинцем після того, як дізнається про його справжні мотиви, але члени його партії зривають цю інтригу та зцілюють жертву, що вижила, як свідка перед королем. За допомогою короля Масаюкі знищує діяльність Ортруса і його просять повернути врятованих ельфів до Лісу Джура, який на той час став територією Рімуру. Містяни вважають, що він планує битися з лідером монстрів, якого вони вважають загрозою. Повернувшись до сьогодення, Масаюкі сумнівається, що Рімуру становить будь-яку загрозу і хоча його партія думає про те, щоб викликати Рімуру на бій, він вирішує спочатку подивитися, що являє собою Рімуру, дізнавшись про його бій з Хінатою. Дізнавшись про його наближення, підлеглі Рімуру мають намір викликати його на бій, але він вирішує розібратися з ним особисто, щоб уникнути конфронтації. |                    | |                                 |                                  |                               |                         |
| 65.5 | 17.5               | «Відступ: Спогади Люмінус» Транслітерація: «Kanwa: Ruminasu Memorīzu» (яп. 閑話：ルミナスメモリーズ) | Фуміхіса Айгаса                 | Тошізо Немото                    | Буде оголошено                | 9 серпня 2024           |
| Хоча Люмінус та Хіната поділяли схожі цінності, вони закінчили запеклим боєм. Що ж відбувалося за лаштунками цього заплутаного безладу? Люмінус, єдина богиня Любеліуса та член Октаграми, розповідає історію зі своєї точки зору. |                    | |                                 |                                  |                               |                         |
| 66 | 18                 | «Натовп Відвідувачів» Транслітерація: «Senkyaku Banrai» (яп. 千客万来)                               | Migmi                           | Окумура Дзюнічіро                | Чіхіро Нітта                  | 16 серпня 2024          |
| Рімуру особисто зустрічає Масаюкі та його групу. Масаюкі вражений доброзичливістю Рімуру та атмосферою в Темпесті. Він також зустрічає інших підлеглих Рімуру і розуміє, що чутки про нього як про небезпечного монстра були значно перебільшені. Його супутники все ще налаштовані дещо насторожено, але також починають змінювати свою думку під впливом побаченого. Рімуру розповідає їм про майбутній фестиваль і запрошує їх взяти участь. Масаюкі, зацікавлений побачити більше, приймає запрошення. Тим часом до Темпеста прибуває все більше і більше гостей з різних країн та племен. Представники Дваргона, Таліону, Блюмунда, а також різноманітні племена Лісу Джура заповнюють місто, готуючись до святкування. Всі вони з цікавістю розглядають дивовижне місто монстрів та його мешканців, вражені рівнем розвитку та співіснуванням різних рас. Рімуру радісно вітає всіх гостей, намагаючись приділити увагу кожному. Він сподівається, що цей фестиваль стане символом нового етапу у відносинах між людьми та монстрами, а також зміцнить позицію Темпеста як нової, процвітаючої нації. Підготовка до фестивалю йде повним ходом і в повітрі панує атмосфера очікування та радості. |                    | |                                 |                                  |                               |                         |
| 67 | 19                 | «Напередодні Фестивалю» Транслітерація: «Zen'yasai» (яп. 前夜祭)                                     | Ацуші Накаяма                   | Тошізо Немото                    | Чіхіро Нітта                  | 23 серпня 2024          |
| Багато гостей збираються у бальній залі в Темпесті, де Рімуру розпочинає вечір напередодні фестивалю. Ґельд та Хакуро розрізають гігантську чудовиську рибу, щоб приготувати суші. Хіната та Юкі приєднуються до Рімуру за вечерею, а Рімуру дізнається про проблеми з дистрибуцією, що виникають у Центральному Світі. Над Темпестом з'являється великий дракон, що свідчить про прибуття Ельмесії. Дварго розповідає Рімуру про історію Ельмесії та Таліону, що змушує Рімуру бути обережним щодо неї. Коли Ельмесія прибуває, вона намагається зачарувати Рімуру своїми силами, але Рафаель блокує це. Вона просить про приватну зустріч із Рімуру пізніше. Ґард пізніше інформує Рімуру про мотивацію деяких торговців, що прибувають. Мілім, Фрей та Керріон потім прибувають на фестиваль разом із Вірними Дракона, а також показують, що Марібель також прибула. Після того, як Рімуру випадково ображає Фрей, він вибачається, щоб уникнути поганих наслідків, тоді як Керріон знаходить це кумедним і отримує покарання від Фрей. Міддрей вважає їжу образою для Мілім, що змушує ображену Шуну змусити його спробувати її, змушуючи його переглянути свою думку після лекції від Шуни. Бенімару та Рімуру пишаються нею. Наступного дня сам фестиваль ось-ось розпочнеться і Рімуру, знову одягнений як король, виголошує свою промову та оголошує, що не має наміру завдавати шкоди людям, водночас попереджаючи їх, що він ставитиметься до них вороже, якщо вони вважатимуть його загрозою і фестиваль офіційно розпочинається. |                    | |                                 |                                  |                               |                         |
| 68 | 20                 | «Фестиваль Відкриття Держави» Транслітерація: «Kaikoku-sai» (яп. 開国祭)                             | Сатоші Оседо                    | Шінґо Іріє                       | Чіхіро Нітта і Кійоші Окуяма  | 30 серпня 2024          |
| Клас S здивований, дізнавшись, що Рімуру є королем держави монстрів, а Тісс занадто шокована, щоб прокинутися, дізнавшись про це. Потім прибуває Хіната і Рімуру представляє її Класу S та пояснює їхню історію, попереджаючи їх не ображати її. Вона погоджується наглядати за Класом S, нагадуючи їм про Шізу. Хіната також розкриває, що Люмінус також прибуває, оскільки її теж запросили. Розпочинається концерт, починаючи з оркестру під керівництвом молодого напівкровки на ім'я Такт, за яким слідує дует у виконанні Шуни та Шіон. Наступна подія — експеримент із зіллям, продемонстрований Вестою та Габілом, що вражає Джеффа. Зустрівшись із Хінатою та Класом S, Рімуру відвідує зустріч із Люмінус, яка просить про культурний обмін після прослуховування концерту та дарує йому нову силу, а натомість Рімуру дозволяє її дослідникам вести бізнес у Темпесті. Під час трапези Рімуру розмовляє з Хінатою та Юкі щодо того, що сталося досі. Пізніше Ґард повідомляє, що у них закінчуються гроші, а монети, які вони мають, не допомагають. Вони підозрюють, що хтось намагається їх саботувати. Потім Рімуру розробляє план вирішення фінансової проблеми, але вони вирішують спочатку продовжити насолоджуватися фестивалем. Наступного дня має розпочатися Турнір Бойових Мистецтв. |                    | |                                 |                                  |                               |                         |
| 69 | 21                 | «Турнір Бойових Мистецтв» Транслітерація: «Butō Taikai» (яп. 武闘大会)                               | Ясуші Муруя                     | Тацуто Хігучі                    | Кен Оцука                     | 6 вересня 2024          |
| Дещо раніше Рімуру розробляє плани турніру та створює групу під назвою Елітна Четвірка, до якої входять Шіон, Діабло та Бенімару, але забороняє їм брати участь у змаганнях, оскільки вони легко перемогли б. Він також вирішує, що переможець турніру або стане четвертим членом Елітної Четвірки, або отримає право битися з ним. З початком турніру Масаюкі, Джінрай, воїн на ім'я Гайє, лідери Бовоїдів та Еквіноїдів, а також Левова Маска, яка насправді є замаскованим Керріоном, проходять попередні змагання. Ґобта та Ґельд також зареєструвалися на турнір. Рімуру розпочинає змагання та обіцяє битися з переможцем. Лідери Бовоїдів та Еквіноїдів б'ються між собою і лідер Бовоїдів перемагає. Масаюкі та Джінрай повинні битися один з одним, але Джінрай відмовляється від бою, щоб забезпечити перемогу Масаюкі. Коли Гайє та Ґобта готуються до бою, Гайє демонструє свою зарозумілість, що гнівить Діабло. Хоча він переважає Ґобту, останній перемагає за допомогою Ранґи. Далі б'ються Ґельд та Левова Маска і Левова Маска перемагає, а Ґельд чесно визнає поразку. У півфіналі Масаюкі готується до бою з лідером Бовоїдів, але після його промови лідер Бовоїдів погоджується відмовитися від бою та викликати його пізніше в Підземеллі. Далі виступають Левова Маска та Ґобта і хоча Левова Маска має перевагу, Ґобта перемагає за допомогою Рімуру та Ранґи, переконавши Левову Маску відмовитися від бою. У фінальному раунді Ґобта зустрічається з Масаюкі, але турнір відкладається до завтра, оскільки всі святкують за вечерею, але Рімуру починає хвилюватися щодо майбутнього бою між Ґобтою та Масаюкі. Пізніше Дварго приходить поговорити з Рімуру. |                    | |                                 |                                  |                               |                         |
| 70 | 22                 | «Зведення Рахунків з Героєм» Транслітерація: «Yūsha to no Ketchaku» (яп. 勇者との決着)               | Нацумі Сузукі                   | Окумура Дзюнічіро                | Масаші Кодзіма                | 13 вересня 2024         |
| Рімуру розкриває, що покликав Дварго, щоб вирішити фінансову проблему. До їхньої розмови також приєднується Ельмесія і погоджується допомогти з проблемою, надавши велику кількість золота. Під час їхньої розмови вони підозрюють, що хтось із Західних Держав відповідальний за фінансову проблему. Соей вирушає на розслідування. Ельмесія укладає пакт між собою та Рімуру і запитує його про Діабло, оскільки вона обережна щодо нього. Рімуру обіцяє зупинити його, якщо той коли-небудь вийде з-під контролю, що дивує Ельмесію. Дварго також обіцяє допомогти Рімуру в майбутньому, а Ельмесія пояснює, що спробує зупинити Рімуру, якщо той стане злим. Тим не менш, вони укладають союз. Наступного дня турнір продовжується і Ґобта та Масаюкі готуються до бою, але страх Масаюкі починає зростати. Ґобта розкриває, що він отримав здатність зливатися з Ранґою, але він помиляється і пропускає Масаюкі, врізаючись у стіну через недостатній досвід у використанні нової навички. Незважаючи на перемогу за замовчуванням, Масаюкі вирішує відмовитися від бою, оскільки вважає, що ще не готовий протистояти Рімуру, хоча публіка все одно вітає його. Рімуру дізнається про вплив Масаюкі на публіку і просить Соея запросити його на обід пізніше. Ґобту оголошують переможцем змагань і він стає четвертим членом Елітної Четвірки, а Масаюкі приймає запрошення Рімуру. Мілім вирішує допомогти тренувати Ґобту та Ранґу, щоб вони краще освоїли свою нову форму. Під час зустрічі Рімуру з Масаюкі він дізнається про справжню особистість Масаюкі як вихідця з іншого світу, а останній дізнається, що Рімуру — це людина, яка переродилася слизом. Оскільки йому не подобається бути героєм, він вирішує стати підлеглим Рімуру. Вони також обговорюють план Рімуру відкрити Підземелля для публіки. |                    | |                                 |                                  |                               |                         |
| 71 | 23                 | «Лабіринт Відкрито» Транслітерація: «Meikyū Kaihō» (яп. 迷宮開放)                                    | Наокацу Цуда                    | Шінґо Іріє                       | Наокацу Цуда і Нейто Хірохара | 20 вересня 2024         |
| На третій день фестивалю Підземелля офіційно відкрито для публіки. У ньому беруть участь команди «Велика Блискавка», «Загін Кабала» та «Команда Світлової Швидкості», яким надано карту Підземелля. Гайє також бере участь у заході, сподіваючись принизити Рімуру, що дратує Діабло та Шіон, хоча Рімуру зупиняє їх від нападу на нього. Чотирьом Дріадам доручено спостерігати за чотирма групами, а для допомоги в Підземеллі продаються предмети, щоб вони не могли загинути. Ґард також демонструє силу браслета воскресіння, зайшовши до Підземелля та дозволивши Гайє вбити його, після чого він воскресає та повертається до входу, хоча Рімуру гнівається на безжалісні дії Гайє. Коли команда «Велика Блискавка» потрапляє в люк, а «Загін Кабала» легко уникає пасток, Рімуру дратує Раміріс за модифікацію розроблених ним кімнат та надання «Загону Кабала» несправедливої переваги після підкупу Ерен. Тим часом «Команда Світлової Швидкості» дісталася четвертого поверху через люки і виявляється, що Гайє має особливу здатність, яка дозволяє йому легко орієнтуватися в Підземеллі та знаходити скарби. Команда «Велика Блискавка» кілька разів вибуває, а «Загін Кабала» дістався другого поверху, де вони перемагають кількох кажанів-монстрів та отримують меч, перш ніж повернутися до входу з магічним свистком, але це переконує Рімуру пізніше прибрати деякі люки. Тим часом Вельдора все ще чекає на претендентів на сотому поверсі. «Команда Світлової Швидкості» стикається та перемагає павука-монстра, отримує меч, перш ніж використати свій магічний свисток, щоб повернутися до входу. Гайє прибуває занадто пізно, щоб отримати скарб, який дістала «Команда Світлової Швидкості» і вимагає, щоб Дельта, Дріада, яка його супроводжує, повернула боса раніше, але вона не може цього зробити. Ображений, він вирішує більше не дотримуватися правил і нападає на Дельту у відповідь, але вона перемагає його, виводить з ладу його браслет і вбиває його, відправляючи його назад до входу, де він воскресає без своїх нагород. Ґрад попереджає претендентів не порушувати правила Підземелля, а команда «Велика Блискавка» повертається до входу після потрапляння в чергову пастку. Потім Рімуру оголошує, що той, хто зможе пройти все Підземелля, зможе кинути йому виклик. Після цього влаштовується вечірка. Наступного дня Рімуру все ще потрібно розрахуватися з тими, хто допомагав з фестивалем.                                                                     |                    | |                                 |                                  |                               |                         |
| 72 | 24                 | «Після Фестивалю» Транслітерація: «Matsuri no Ato» (яп. 祭の後)                                      | Дайсуке Цукуші                  | Тацуто Хігучі                    | Масаші Кодзіма                | 27 вересня 2024         |
| Група торговців оточує Ґарда, вимагаючи від Рімуру оплати, оскільки вони приймають лише дварфійські гроші. Герцог Мюзе, який перебуває у змові з родиною Россо, пропонує заплатити їм сам, щоб заборгувати Рімуру П'ятьом Старійшинам і таким чином знищити Темпест зсередини, але Рімуру з'являється з грошима, які він отримав від Ельмесії, щоб заплатити їм, а Бенімару, Шіон та Діабло починають підозрювати Мюзе. До кімнати заходять репортери та Шуна, коли оплата завершується і Рімуру розкриває їм, чим насправді є Темпест. Коли торговці очікують подальшої оплати, Рімуру відмовляє через їхню попередню критику Темпеста, а також через те, що вони приймали лише дварфійські монети, що призводить до того, що Рімуру відхиляє їх через недовіру, руйнуючи план Мюзе. Пізніше Рімуру проводить зустріч зі своїми підлеглими та союзниками щодо попередньої зустрічі з торговцями, знаючи про план Мюзе, та щодо потяга, який Рімуру планує побудувати. Моміджі, зрозумівши, чому Рімуру хотів прокласти тунель через гори, погоджується з цією ідеєю. Дварго запитує Рімуру про проектовані екрани, що використовувалися на турнірі, а Ельмесія вступає в торговельні відносини з Рімуру. Юум, Мюрран, Фузе та Вельярд укладають угоду з Рімуру щодо потяга. Рімуру та Ґард також розмовляють з Юкі та Хінатою щодо Підземелля; остання вирішує відправити частину святих лицарів на тренування туди, а також залучити сторонніх, щоб спробувати його пройти, оскільки Вельдорі стає нудно чекати на того, хто кине йому виклик. Родина Россо дізнається про невдачу Мюзе, але вони все одно продовжують свої плани щодо захоплення Центрального Світу та знищення Темпеста. Обговорюючи мотиви східних торговців, Хіната розповідає Рімуру про Дамраду та про те, що попереднє проникнення Лапласа на територію Люмінус пов'язане з цим. Пізніше Рімуру розповідає своїм підлеглим про зв'язки Юкі та Клеймана з Поміркованим Альянсом Арлекінів та східними торговцями і вирішує бути готовим до їхніх дій у майбутньому. Наступного дня деякі відвідувачі покидають Темпест, а інші залишаються. Через місяць Темпест отримує листа від Ради Заходу. |                    | |                                 |                                  |                               |                         |

### Щоденник слизу
| № серії | Назва серії                                                                                         | Режисер(и)                   | Режисер(и) анімації                        | Оригінальна дата показу |
| --- | --------------------------------------------------------------------------------------------------- | ---------------------------- | ------------------------------------------ | ----------------------- |
| 1 | «Мешканці Міста Монстрів» Транслітерація: «Mamono no Machi no Jūnin-tachi» (яп. 魔物の町の住人たち) | Шінтаро Інокава              | Юдзі Хайбара і Шінтаро Інокава             | 6 квітня 2021           |
| Рімуру вирішує вести щоденник пригод, пережитих у цьому новому світі, згадуючи випробування та друзів, яких він зустрів на своєму шляху. З ростом міста монстрів Рімуру та рада проводять зустріч, щоб підняти бойовий дух усіх. Оні, орки та драконові люди насолоджуються своїм новим життям під керівництвом Рімуру. | |                              |                                            |                         |
| 2 | «Весняне Повітря і...» Транслітерація: «Haru no Kūki to» (яп. 春の空気と)                           | Косуке Хірота                | Шінтаро Інокава, Lone Claire і Акіхіро Іно | 13 квітня 2021          |
| Рімуру насолоджується рідкісною перервою у роботі в місті Рімуру, але швидко повертається до старих обов'язків, оскільки його долає нудьга. Мешканці орють поля та садять культури, включаючи рис, щоб покращити різноманітність та обсяги виробництва їжі в місті. Ґельд починає цінувати менш фізично важку роботу садівника, а Дріада Трейні засмучена, що її не запросили взяти участь у посіві.                                                                                                | |                              |                                            |                         |
| 3 | «Літо в Юрі» Транслітерація: «Jura no Natsu» (яп. ジュラの夏)                                       | Шін Тосака і Хіроші Тамада   | Шінтаро Інокава і Шін Тосака               | 20 квітня 2021          |
| З настанням літа спека викликає виснаження серед працездатного населення міста. Щоб охолодитися, Рімуру насолоджується деякими розвагами в лісі з групою гоблінів, включаючи ловлю комах та водну битву. Повернувшись до міста, Бенімару бере участь у змаганні на витривалість, щоб з'ясувати, хто найкраще переносить спеку, але його виводить з ладу кулінарія Шіон. Пізніше ввечері Рімуру насолоджується освіжаючим напоєм у барі Трейні, перш ніж вирушити до озера, освітленого світлячками. | |                              |                                            |                         |
| 4 | «День у Купальнику» Транслітерація: «Mizugi de Ichinichi» (яп. 水着で一日)                          | Юсуке Ямамото                | Юсуке Ямамото                              | 27 квітня 2021          |
| У супроводі Кіджін, Ґобти, Ранґи та Соуки Рімуру проводить деякий час на пляжі. Шіон та Шуна насолоджуються іграми на пляжі з Рімуру, а Хакуро проводить час за риболовлею з Ґобтою. Трейні та Ґабіру розчаровані тим, що їх не взяли з собою, але Трейні все одно приєднується до групи під приводом інспекції. Соука та Соей зізнаються своїм друзям про свої стосунки один з одним. | |                              |                                            |                         |
| 5 | «Повернення Літнього Фестивалю» Транслітерація: «Saigen Natsu Matsuri» (яп. 再現ナツマツリ)         | Шін Тосака                   | Шін Тосака і Сатоші Шімізу                 | 4 травня 2021           |
| У Темпесті триває підготовка до літнього фестивалю в японському стилі. Рімуру моторошно від використання масок, зроблених на його подобу, але він, як і всі інші, у захваті від поданої їжі та ігор на ятках. Фестиваль завершується танцювальним виступом Драконових Людей, парадом за участю Рімуру та феєрверком. | |                              |                                            |                         |
| 6 | «Зміни» Транслітерація: «Utsuroikawaru» (яп. うつろいかわる)                                        | Шіге Фукасе                  | Масаші Кодзіма                             | 11 травня 2021          |
| Коли дух Шізу проникає в селище, оголошується фестиваль Бон, свято для єднання з рідними та предками. Багато містян згадують минуле. Підкреслюється ряд змін, які відбулися з Кіджін після їхньої еволюції. Шізу ніяковіє як від спогадів людей про неї, так і від вбрання, яке носить Рімуру в людській формі, що нагадує її. | |                              |                                            |                         |
| 7 | «Ось і Володар Демонів!» Транслітерація: «Maō ga Kita!» (яп. 魔王が来た！)                          | Шінтаро Інокава              | Томомі Мочізукі                            | 18 травня 2021          |
| Мілім пише власний запис у щоденнику. Насолодившись їжею з Рімуру та Кіджін, вона зустрічає Ранґу та Ґобту в місті, перш ніж повернутися за новими ласощами. Щоб дізнатися про прості життєві радості, вона спостерігає за будівельними роботами Ґельда. Увечері вона відпочиває, сидячи на спині Рімуру, якому доводиться лагодити збитки, завдані легковажною поведінкою Мілім. | |                              |                                            |                         |
| 8 | «Щедра Осінь» Транслітерація: «Minori no Aki» (яп. みのりの秋)                                      | Кадзуо Міяке                 | Шін Тосака, Мацуо Юко і Такаюкі Танака     | 25 травня 2021          |
| Настає осінь і жителі під керівництвом Ріріни спільно збирають урожай, посаджений навесні. Шіон та Мілім влаштовують змагання зі збору картоплі, а Трейні виявляє велику любов до бульб, розповідаючи, що народилася з картоплі. Усі збирачі насолоджуються смаженою солодкою картоплею та зібраними фруктами. Трейні тікає із запасом картоплі, плануючи посмажити її та подати у своєму барі. | |                              |                                            |                         |
| 9 | «Наближення Зими» Транслітерація: «Fuyu no Otozure» (яп. 冬のおとずれ)                              | Рьо Накамура                 | Масаші Кодзіма                             | 1 червня 2021           |
| Зима вже близько і зі зниженням температури Мілім знаходить задоволення у відпочинку під котацу. Шуна готується до зими, роздаючи персоналізований одяг Рімуру та Бенімару. Делегація з Блюмунда прямує до міста Рімуру, зустрівши по дорозі групу Юума, але їх найбільше цікавлять м'ясо та картопляні чипси Темпеста. Юум намагається звикнути до відмінностей між монстрами та людьми. | |                              |                                            |                         |
| 10 | «Сніг Вкриває Місто Монстрів» Транслітерація: «Mamono no Machi no Yukigeshō» (яп. 魔物の町の雪化粧) | Норійоші Сасакі              | Сатоші Шімізу і Масаші Кодзіма             | 8 червня 2021           |
| Темпест бачить свій перший сніг і збирається команда для розчищення міських вулиць. Після гри в сніжки Мілім будує юрту у формі Рімуру, де вони їдять солодощі з деякими дітьми міста. Щоб зігрітися, Рімуру насолоджується гарячою ванною, побудованою Соеєм, у супроводі Шіон, Шуни, Мілім та Ерен. | |                              |                                            |                         |
| 11 | «Де ж Санта Клаус?» Транслітерація: «Santa Kurōsu wa Doko ni Iru» (яп. サンタクロースはどこにいる)  | Кадзуо Міяке і Муненорі Нава | Масаші Кодзіма і Шін Тосака                | 15 червня 2021          |
| Рімуру знайомить Темпест із Санта Клаусом і просить гномів допомогти йому організувати Різдіяний фестиваль, з ялинкою та костюмами Санти. Разом із Мілім вони насолоджуються вишуканою різдвяною вечерею. Ерен виконує різдвяну пісню на сцені з дитячим хором. Під час обміну подарунками Рімуру є головним отримувачем багатьох міських презентів. | |                              |                                            |                         |
| 12 | «Насолоджуючись Новим Роком Сповна» Транслітерація: «Shōgatsu o Mankitsu» (яп. 正月を満喫)          | Шіґеру Фукасе                | Томомі Мочізукі і Шінтаро Інокава          | 22 червня 2021          |
| Святкування відбуваються навколо Японського нового року. Рімуру здійснює акт поклоніння під час першого відвідування храму, перш ніж дізнатися, що сам Рімуру є божеством, шанованим у цьому храмі. Двійника залишають у храмі, щоб вітати чергу відвідувачів. Ґельд, Куробе та троє гоблінів утворюють команду для приготування мочі, а Шіон ледь може насолодитися вечерею з Кіджін після програшу Мілім у бадмінтон і розмалювання її обличчя чорною тушшю як покарання.                         | |                              |                                            |                         |

## Visions of Coleus(2023)
Трисерійне OVA, що відбувається між 1 та 2 сезонами.
| № серії | Назва серії                                                                             | Режисер(и)     | Режисер(и) анімації | Оригінальна дата виходу |
| --- | --------------------------------------------------------------------------------------- | -------------- | ------------------- | ----------------------- |
| 1 | «До Колеуса» Транслітерація: «Koriusu Koku e» (яп. コリウス国へ)                        | Дайсуке Цукуші | Масаші Кодзіма      | 1 листопада 2023        |
| Юкі просить Рімуру розслідувати Королівство Колеус, де боротьба за престолонаслідування зіштовхнула двох принців королівства один проти одного. Рімуру розпочинає таємну операцію, щоб непомітно проникнути до Колеуса та з'ясувати причини цього конфлікту.                        |                                                                                         |                |                     |                         |
| 2 | «Великий Фантомний Злодій Сатору» Транслітерація: «Dai Kaitō Satoru» (яп. 大怪盗サトル) | Мічіта Шіраіші | Сатоші Шімізу       | 1 листопада 2023        |
| Аслан відвідує Рімуру, щоб подякувати йому за порятунок його сестри, Зенобії. Вони обговорюють її хворобу та поведінку Саузера і починають підозрювати, що придворний лікар, Ґустав, стоїть за обома цими подіями. Рімуру знову змінює вигляд, щоб провести подальше розслідування. |                                                                                         |                |                     |                         |
| 3 | «Пурпур і Троянди» Транслітерація: «Murasaki to Bara» (яп. 紫と薔薇)                    | Дайсуке Цукуші | Кен Оцука           | 1 листопада 2023        |
| Рімуру підтверджує, що саме Ґустав прокляв Зенобію хворобою. Виявляється, він та його спільник, Карл, є Архідемонами, які планують явити свого бога, використовуючи Зенобію як посудину. Чи зможе Рімуру зупинити їх, перш ніж Королівство Колеус буде втрачено?                    |                                                                                         |                |                     |                         |

## OVA (2019–20)
Перші дві OVA відбуваються між основними подіями, а інші - між першим сезоном і сезоном OVA.
| № серії | Назва серії | Режисер(и)      | Режисер(и) анімації | Оригінальна дата виходу |
| --- | --- | --------------- | ------------------- | ----------------------- |
| 1 | «Трагедія М?» Транслітерація: «Gaiden: Emu no Higeki?» (яп. 外伝：Mの悲劇？)                                                                               | Шінтаро Інокава | Масаші Кодзіма      | 9 липня 2019            |
| Втомившись від постійного перетягування Рімуру між Шіон та Шуною за його увагу, Рімуру вирішує зробити подушку у своїй формі. Придбавши спандекс для зовнішнього шару, Рімуру застряє на пошуках замінника пінопластових кульок. Дізнавшись про особливий пісок, схожий на них, Рімуру бере групу на озеро, щоб його зібрати. Уникнувши кулінарії Шіон, Рімуру веде всіх плавати, щоб зібрати пісок. На них нападає монстр, збожеволілий від рисової кульки, яку зробила Шіон; його слиз розчиняє купальники всіх і Рімуру вирішує проблему. Попри успіх подушок Рімуру, Шіон та Шуна продовжують болісне перетягування Рімуру; Бенімару та Соей можуть лише співчувати своєму господарю. | |                 |                     |                         |
| 2 | «Гей! Задки!» Транслітерація: «Gaiden: Hē! Shiri!» (яп. 外伝：HEY！尻！)                                                                                   | Макото Наката   | Тайдзо Йошіда       | 4 грудня 2019           |
| Рімуру навчає мешканців Темпеста сумо. | |                 |                     |                         |
| 3 | «Гламурне Життя Рімуру як Вчителя, Частина 1» Транслітерація: «Gaiden: Rimuru no Karei na Kyōshi Seikatsu Sono 1» (яп. 外伝：リムルの華麗な教師生活 その1) | Ацуші Накаяма   | Тайдзо Йошіда       | 26 березня 2020         |
| Рімуру, який підміняє Шізу, навчаючи її учнів у Академії Свободи Королівства Інґрассія, бере участь в орієнтації з реального польового бою під час щорічної виїзної навчальної події школи. Зачарований призом, який він отримає у разі перемоги, він приймає виклик від вчителя Джеффа. Однак перед учнями з'являється ворог… | |                 |                     |                         |
| 4 | «Гламурне Життя Рімуру як Вчителя, Частина 2» Транслітерація: «Gaiden: Rimuru no Karei na Kyōshi Seikatsu Sono 2» (яп. 外伝：リムルの華麗な教師生活 その2) | Шіге Фукасе     | Сіндзі Ітадакі      | 9 липня 2020            |
| Рімуру, тепер вчитель Академії Свободи в Королівстві Інґрассія, залучений до виїзної навчальної події школи разом зі своїм класом. Ця подія є щорічним змаганням, у якому учні кожного класу охороняють вчителів під час подорожі до сусіднього міста. Рімуру призначено до Класу А, а його власні учні з Класу S супроводжують юну Тісс-сенсей. Усі учні прагнуть показати, наскільки ефективними були їхні щоденні тренування, але ситуація змінюється, коли на них нападають злодії! | |                 |                     |                         |
| 5 | «Гламурне Життя Рімуру як Вчителя, Частина 3» Транслітерація: «Gaiden: Rimuru no Karei na Kyōshi Seikatsu Sono 3» (яп. 外伝：リムルの華麗な教師生活 その3) | Орі Ясукава     | Сіндзі Ітадакі      | 27 листопада 2020       |
| Тісс та учні Класу S успішно пройшли першу вправу щорічної виїзної навчальної події Академії Свободи. Клас S першим дістався місця призначення, маєтку графа Ґуратола і тепер вони готові розпочати другу вправу — дослідження печери… але там на них чекають злодії (ті самі, з якими Рімуру зіткнувся раніше), які сподіваються викрасти учнів і розбагатіти, повернувши їх за викуп. Саме тоді, коли здається, що учні Рімуру відбилися від них завдяки навичкам, яких він їх навчив, вони розуміють, що серед злодіїв ховається монстр: Привид! Він занадто сильний для них, але їх рятує Куро.                                                                                       | |                 |                     |                         |